# Augustus

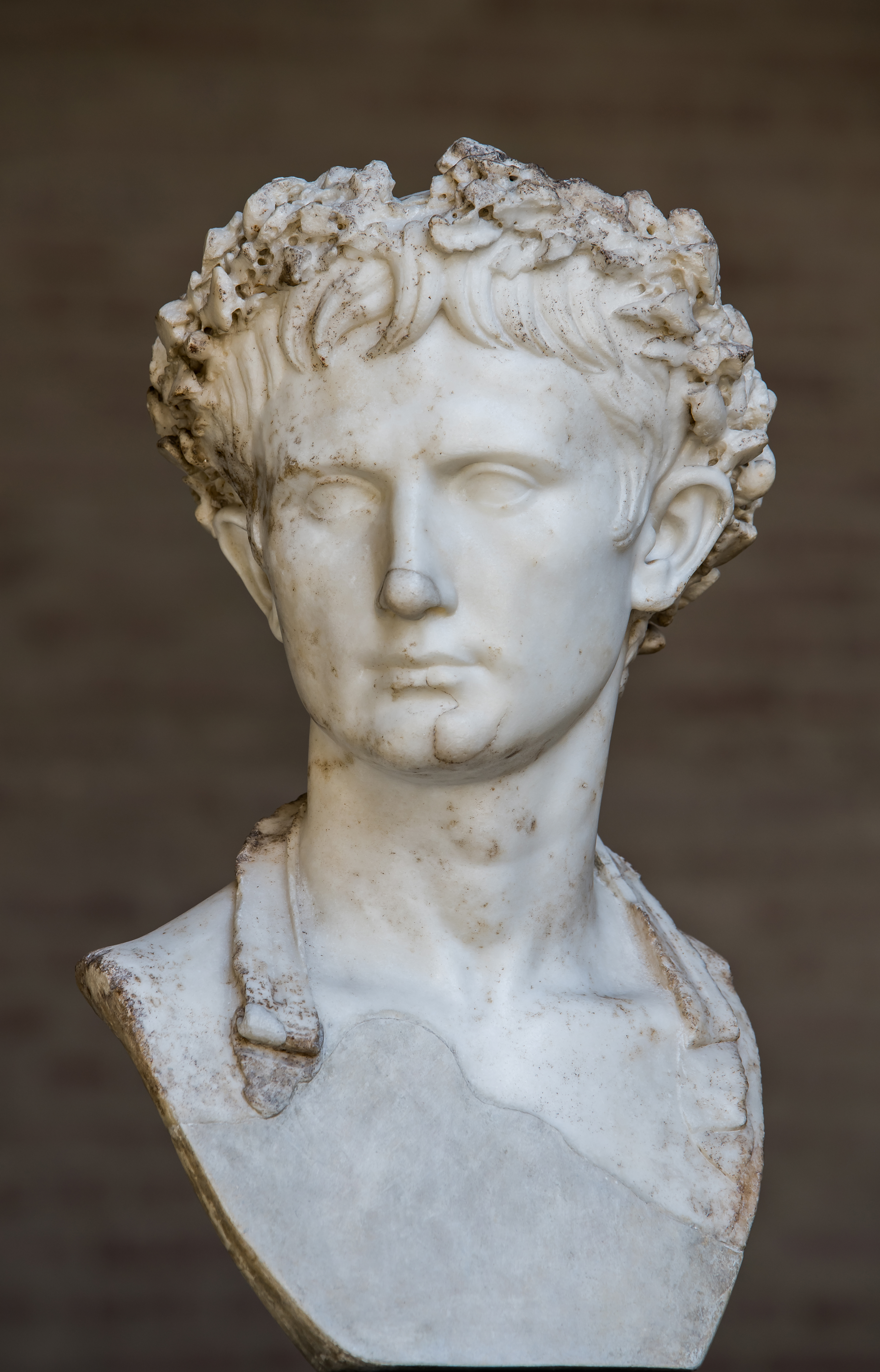
Augustus mit Bürgerkrone (Corona civica)
Sogenannter „Augustus Bevilacqua“, Münchner Glyptothek.

Augustus (* 23. September 63 v. Chr. als Gaius Octavius in Rom; † 19. August 14 n. Chr. in Nola bei Neapel) war der erste römische Kaiser.
Der Großneffe und Haupterbe Gaius Iulius Caesars gewann die Bürgerkriege, die auf dessen Ermordung im Jahr 44 v. Chr. folgten, und war von 31 v. Chr. bis zu seinem Tod faktisch Alleinherrscher des Römischen Reiches. Unter der Devise der vorgeblichen Wiederherstellung der Republik – restitutio rei publicae – betrieb er in Wirklichkeit deren dauerhafte Umwandlung in den quasi-monarchischen Prinzipat, der rund 300 Jahre lang bestand, bis zur Reichskrise des 3. Jahrhunderts. Damit setzte er dem Jahrhundert der Römischen Bürgerkriege ein Ende und begründete die Julisch-Claudische Kaiserdynastie. Seine Herrschaft, nach außen durch zahlreiche Expansionskriege geprägt, mündete im Inneren in eine lang anhaltende Konsolidierungs- und Friedensphase, die als Pax Augusta verklärt wurde.

## Namen und Titel des Augustus

Inschrift auf dem Markttor von Ephesos mit der offiziellen Titulatur des Augustus

Der Geburtsname des späteren Augustus lautete Gaius Octavius. Laut Sueton trug er ursprünglich das Cognomen Thurinus, das sonst nicht belegt ist. Cassius Dio nennt den Namen Kaipias als weiteres, jedoch wenig beachtetes Cognomen des Augustus. Nach der testamentarischen Adoption durch Caesar im Jahr 44 v. Chr. nahm er dessen Namen offiziell an: C. Iulius Caesar oder in vollständiger Form mit Filiation Gaius Iulius C. f. Caesar. Den Namenszusatz Octavianus, wie er nach einer Adoption eigentlich üblich gewesen wäre, hat er wohl selbst nie geführt, wenngleich andere, darunter Marcus Tullius Cicero, ihn so nannten. Auch die moderne geschichtswissenschaftliche Literatur verwendet für die Zeit seines Aufstiegs meist die Namen Octavian oder Oktavian, um ihn sowohl von Gaius Iulius Caesar als auch von seiner späteren Rolle als Augustus zu unterscheiden. Spätestens nach der offiziellen Apotheose Iulius Caesars im Jahr 42 v. Chr. lautete der neue Name seines Adoptivsohns Gaius Iulius Divi filius Caesar. Nach der Annahme des Titels Imperator als Vorname – vielleicht 38 v. Chr., spätestens 31 v. Chr. – verwendete er das ursprüngliche Cognomen Caesar an Stelle des Gentilnamens Iulius (Imperator Caesar Divi filius).
Am 16. Januar 27 v. Chr. verlieh ihm der Senat den Ehrennamen Augustus (dt.: „der Erhabene“), so dass sich als vollständige Form Imperator Caesar Divi filius Augustus ergab. Der Name Augustus wurde wie der Name Caesar mit Beginn der Regierungszeit seines Nachfolgers Tiberius zum Bestandteil der römischen Kaisertitulatur. Die Bezeichnung Imperator dagegen wurde von den ersten Nachfolgern des Augustus noch nicht als Praenomen geführt. Zum Zeitpunkt seines Todes lauteten sein Name und seine vollständige Titulatur: Imperator Caesar Divi filius Augustus, Pontifex maximus, Co(n)s(ul) XIII, Imp(erator) XXI, Trib(uniciae) pot(estatis) XXXVII, P(ater) p(atriae) (zu deutsch etwa: „Imperator Caesar, Sohn des Vergöttlichten, der Erhabene, Höchster Oberpriester, 13 Mal Konsul, 21 Mal Imperator, 37 Mal Inhaber der tribunizischen Gewalt, Vater des Vaterlandes“). Nach seiner Konsekration im Jahr 14 n. Chr. wurde sein offizieller Name als Divus Augustus Divi filius weitergeführt.

## Leben
Die Lebensgeschichte des Kaisers Augustus handelt von zwei scheinbar gegensätzlichen Persönlichkeiten: einerseits von einem jungen, ehrgeizigen, mitunter grausamen Politiker, der im Kampf um die Macht weder Gesetz noch Skrupel kannte, andererseits von dem Kaiser, der – einmal im Besitz dieser Macht – äußerst klugen Gebrauch von ihr machte und mit dem Prinzipat eine neue, dauerhafte Staatsordnung an die Stelle der in 100 Jahren Bürgerkrieg zerrütteten Republik setzte.

### Herkunft und Jugend
Der spätere Augustus und seine Schwester Octavia waren die Kinder des Gaius Octavius und seiner Frau Atia, einer Nichte Gaius Iulius Caesars. Über seinen Großvater Marcus Atius Balbus war Augustus mit Gnaeus Pompeius Magnus verwandt. Dessen Großvater, Gnaeus Pompeius, war zugleich Augustus’ Ururgroßvater. Die Familie der Octavier gehörte den Equites, dem römischen Ritterstand an. Sie war wohlhabend, aber wenig bedeutend. Als Erster seines Familienzweigs seit über 100 Jahren schlug Gaius Octavius den Cursus honorum ein, stieg in den Senat auf und gelangte 61 v. Chr. bis zur Praetur.
Nach dem überraschenden Tod des Vaters im Jahr 59 oder 58 v. Chr. heiratete die Mutter Lucius Marcius Philippus, der 56 v. Chr. das Konsulat bekleidete. Der junge Gaius wurde seiner Großmutter Iulia, einer älteren Schwester Caesars, zur Erziehung übergeben. Auf ihrem Landgut in Velitrae wuchs er auf, bis sie im Jahr 51 v. Chr. starb. Laut Sueton hielt Gaius die Leichenrede für seine Großmutter. Den Rest seiner Kindheit verbrachte er im Haus seines Stiefvaters Philippus in Rom. Im Jahr 49 v. Chr. legte er die Männertoga (toga virilis) an.
Da Caesar keinen gesetzlich anerkannten Sohn hatte, nahm er sich seines Großneffen an. So wurde Octavius dank Caesars Fürsprache 48 v. Chr. in das Kollegium der Pontifices aufgenommen. 47 v. Chr. wurde er für die Dauer des Latinerfestes, an dem sich die Konsuln und die übrigen Magistrate traditionsgemäß außerhalb Roms aufhielten, zum Praefectus urbi, das heißt zum stellvertretenden Oberhaupt der Republik, ernannt. Im Jahr 46 v. Chr. ließ Caesar ihn an seinem Triumphzug anlässlich des Sieges im Bürgerkrieg teilnehmen. Im Jahr darauf begleitete Gaius Octavius seinen Großonkel auf dessen Kriegszug gegen die Söhne des Pompeius nach Spanien, wo er Caesar angeblich durch seine Tapferkeit beeindruckte.
Als Reiterführer (magister equitum) sollte er auch an dem geplanten Partherkrieg teilnehmen und war mit seinen Freunden Marcus Vipsanius Agrippa und Quintus Salvidienus Rufus Salvius bereits nach Apollonia im heutigen Albanien vorausgeschickt worden. Dort erreichte ihn im Frühjahr 44 v. Chr. die Nachricht von Caesars Ermordung. Während seiner Rückreise nach Rom erfuhr er, dass der Diktator ihn durch Testamentsverfügung adoptiert und zum Haupterben seines Privatvermögens eingesetzt hatte. Caesar hatte diese Verfügung nach der Ermordung seines zunächst als Erbe vorgesehenen Neffen Sextus Iulius Caesar getroffen, mit dem er, anders als mit Octavius, in männlicher Linie verwandt gewesen war.

### Aufstieg zur Macht

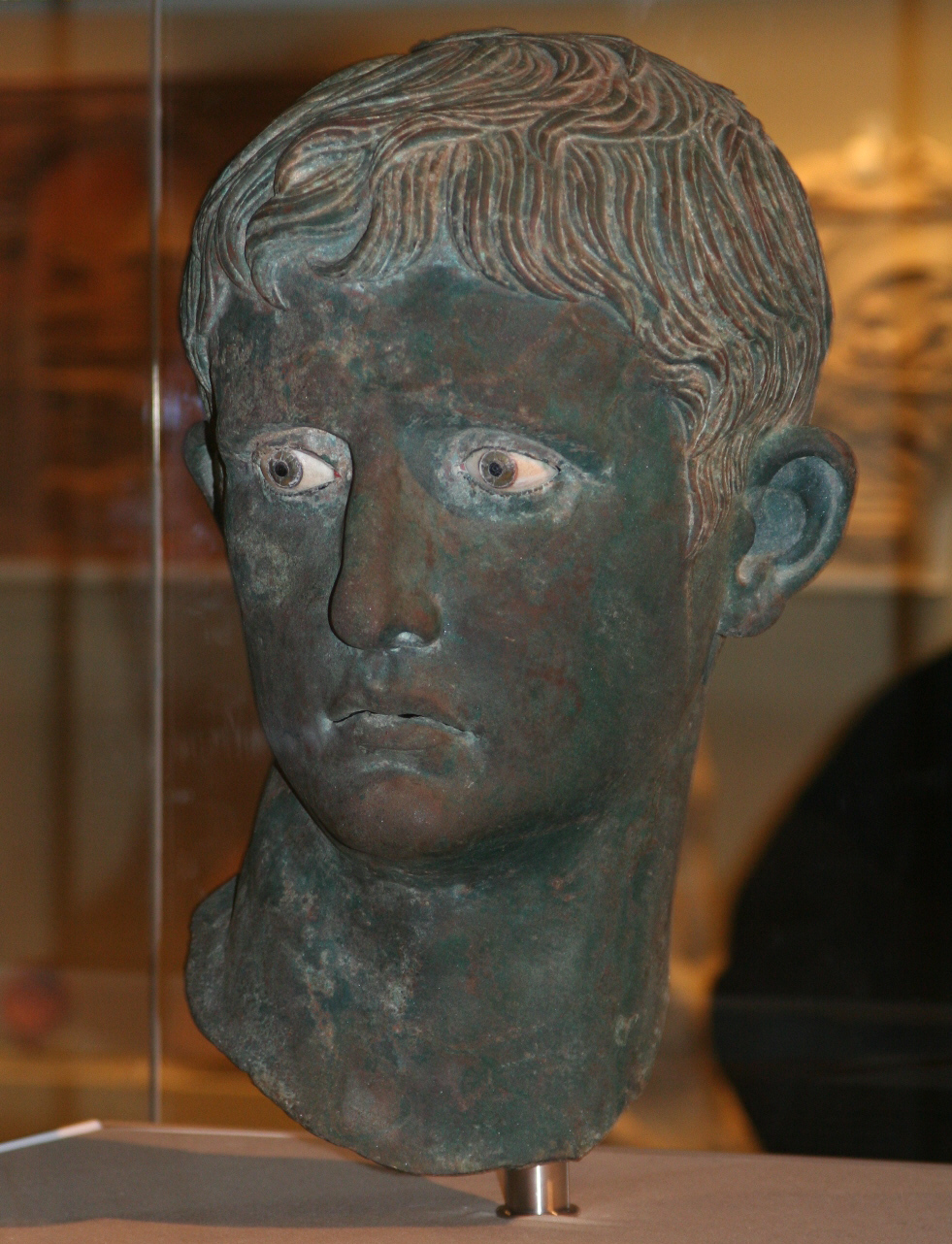
Bronzebüste des Octavian
(Fund aus Meroe, Nubien; heute London, Britisches Museum)

Die testamentarische Adoption eines Erwachsenen war zwar ungewöhnlich, entsprach aber geltendem Recht. Daher nahm Gaius Octavius, sobald er zurück in Rom war, das Testament sowie alle damit verbundenen Verpflichtungen an und nannte sich fortan nach seinem Adoptivvater Gaius Iulius Caesar. Die moderne Geschichtsschreibung bezeichnet ihn von diesem Zeitpunkt an – wie schon einige Zeitgenossen – als Octavian. In dem Konflikt zwischen Caesars Anhängern – die sich um Marcus Antonius scharten – und den republikanisch gesinnten Caesarmördern um Gaius Cassius Longinus sowie Marcus und Decimus Iunius Brutus spielte er sehr schnell eine wichtige Rolle, da er von Caesars Veteranen, aber auch von den politischen Freunden des toten Diktators unterstützt wurde.
Marcus Antonius beanspruchte als Unterfeldherr Caesars und dessen Mitkonsul für das Jahr 44 v. Chr. die Führung der caesarianischen Gefolgsleute für sich. So weigerte er sich zunächst, das Vermögen des Diktators an Octavian herauszugeben. Dieser zahlte dennoch die in Caesars Testament vorgesehenen Legate an dessen Veteranen und die Bevölkerung Roms aus. Dafür nutzte er die in Apollonia beschlagnahmte, für den Partherkrieg vorgesehene Kriegskasse, versteigerte aber auch eigene Güter. Dieses Vorgehen brachte ihm rasch eine große Zahl von Anhängern und damit auch politisches Gewicht ein. Der einflussreiche Senator und Konsular Marcus Tullius Cicero, der nicht zu den Verschwörern gehört hatte, aber mit der republikanischen Sache sympathisierte, unterstützte den scheinbar unerfahrenen jungen Mann, in der Hoffnung, ihn als politisches Gegengewicht zu Marcus Antonius aufbauen zu können. Octavian ging vordergründig darauf ein, verfolgte aber seine eigenen Pläne und stützte sich dabei auf eigene, erfahrene Ratgeber.
Dazu gehörten persönliche Freunde wie der wohlhabende Gaius Maecenas, Marcus Vipsanius Agrippa und Quintus Salvidienus Rufus Salvius sowie sein Stiefvater Philippus. Als Lehrer und philosophische Berater zog Octavian Athenodoros von Tarsos und Areios von Alexandria zu Rate. Von besonderer Bedeutung war, dass Octavian sofort zwei der engsten Berater Caesars für sich gewinnen konnte: Gaius Oppius und Lucius Cornelius Balbus. Oppius hatte zuvor Caesars Korrespondenz verwaltet und seinem Nachrichtendienst vorgestanden; Balbus war Caesars Privatsekretär gewesen, hatte als „graue Eminenz“ hinter dem Diktator gegolten und während dessen häufiger Abwesenheit von Rom inoffiziell die Amtsgeschäfte geführt. Oppius und Balbus wurden zu wichtigen Vertrauensmännern Octavians, die starken Einfluss auf seine ersten Schritte als Caesars Erbe nahmen. So stand dem vermeintlich unerfahrenen Octavian vom Beginn seiner politischen Laufbahn an ein umfangreicher Beraterstab zur Verfügung, der ihn nachhaltig unterstützte.

#### Bündnis mit den Republikanern
Während Antonius Ende des Jahres 44 v. Chr. in Gallia cisalpina Decimus Iunius Brutus Albinus angriff, baute Octavian in Italien ein Heer aus Veteranen Caesars auf. Auf Drängen Ciceros, der den Kampf gegen Marcus Antonius forderte und dazu Octavians Truppen benötigte, legitimierte der Senat Anfang 43 v. Chr. dessen angemaßte militärische Befehlsgewalt. Darüber hinaus ernannte er den noch nicht 20-Jährigen zum Senator, verlieh ihm ein proprätorisches Kommando über seine Legionen sowie den Rang eines Konsularen und gestattete ihm die Übernahme aller Ämter zehn Jahre vor dem gesetzlich festgelegten Mindestalter. Octavian ging jetzt sogar ein Bündnis mit den Republikanern ein. Noch im selben Jahr besiegte er Antonius gemeinsam mit einem Senatsheer unter den Konsuln Aulus Hirtius und Gaius Vibius Pansa Caetronianus in der Schlacht von Forum Gallorum und einer weiteren Schlacht bei Mutina.
Beide Oberhäupter der Republik kamen im Mutinensischen Krieg um, und Octavian verlangte nun eines der freigewordenen Konsulate für sich. Als der Senat dies verweigerte, marschierte Octavian mit seinen Truppen auf Rom und bemächtigte sich staatsstreichartig der Stadt. Am 19. August 43 v. Chr. erzwang er seine Wahl zum Konsul sowie die Ächtung der Caesarmörder. Mittlerweile hatte Antonius wieder mehr Legionen unter seinen Befehl gebracht als vor seiner Niederlage. Daher – und weil Octavian auf der politischen Bühne Roms nun als „Rächer“ seines Adoptivvaters auftrat – wechselte er die Seiten und ging ein Bündnis mit den Caesarianern ein: Zusammen mit Marcus Antonius und dem ehemaligen Reiterführer Caesars, Marcus Aemilius Lepidus, bildete er im Oktober 43 v. Chr. das so genannte zweite Triumvirat. Es beruhte, anders als das erste Triumvirat zwischen Caesar, Pompeius und Crassus nicht auf privaten politischen Absprachen, sondern wurde gesetzlich verankert. Zur Bekräftigung des Bündnisses heiratete Octavian Antonius’ Stieftochter Clodia.

#### Zweites Triumvirat

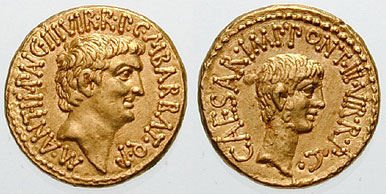
Aureus der beiden Triumvirn Marcus Antonius (Vorderseite) und Octavian (Rückseite), 41 v. Chr.

Die „Dreimännerherrschaft zur Ordnung des Staates“ (tresviri rei publicae constituendae), wie das Bündnis offiziell hieß, beruhte vor allem auf der militärischen Macht der Triumvirn, also auf ihrer Verfügungsgewalt über die römischen Legionen. Sie ließen sich von der Volksversammlung am 27. November 43 v. Chr. mittels der lex Titia weitgehende Machtbefugnisse auf fünf Jahre übertragen. Zwar erhielten sie quasi-diktatorische Vollmachten, die Bezeichnung Diktatur wurde aber vermieden, da Antonius dieses Amt nach Caesars Ermordung per Gesetz hatte abschaffen lassen. Wie zur Zeit Sullas wurden nun Proskriptionslisten veröffentlicht und alle, die darauf verzeichnet waren, für vogelfrei erklärt. Laut Sueton soll sich Octavian anfangs gegen die Proskriptionen gewehrt, sie dann aber unnachsichtiger durchgeführt haben als seine beiden Kollegen. Von den Proskriptionen waren 300 Senatoren und 2000 Ritter betroffen. Auf Antonius’ Betreiben fiel dem Massaker an den politischen Gegnern der Triumvirn auch Cicero zum Opfer.
Die Proskriptionen erfüllten zwar nicht die finanziellen Erwartungen der Triumvirn, doch sie dezimierten die republikanische Führungsschicht im Senat von Rom, dessen Lücken die Machthaber mit loyalen Anhängern füllten. Ähnlich verfuhren sie mit den Magistraten anderer Städte. Diese und andere Maßnahmen verschoben die Gewichte innerhalb der römischen Führungsschicht entscheidend zu Ungunsten der republikanisch gesinnten Kräfte. Es waren diese Umwälzungen, die der Augustus-kritische Althistoriker Ronald Syme als „roman revolution“ bezeichnete.
Im Jahr 42 v. Chr. gingen Antonius und Octavian nach Griechenland, wo die Caesarmörder Marcus Iunius Brutus und Gaius Cassius Longinus ihre Streitkräfte gesammelt hatten. Deren Niederlage in der Schlacht bei Philippi in Makedonien im Herbst besiegelte den Untergang der römischen Republik. Da der Sieg im Wesentlichen Antonius zu verdanken war, gewann seine Stimme innerhalb des Triumvirats weiter an Gewicht.
Als die Triumvirn nach Philippi ihre Einflusssphären absteckten, erhielt Antonius zusätzlich zu Gallia Comata die Gallia Narbonensis und gab dafür die Gallia cisalpina auf, die fortan gemeinsam mit Italien verwaltet wurde. Ferner sollte er die Verhältnisse in den wohlhabenden Ostprovinzen ordnen. Lepidus wurden, nachdem er ursprünglich hätte ganz ausgeschaltet werden sollen, die beiden nordafrikanischen Provinzen zugesprochen – damals die Kornkammer Roms. Octavian erhielt die beiden spanischen Provinzen und die schwierige Aufgabe, die Veteranen in Italien anzusiedeln, das von den Triumvirn gemeinsam verwaltet wurde. Die Versorgung der so genannten Heeresklientel mit Landbesitz wurde seit der marianischen Heeresreform von jedem Feldherrn erwartet, der sich die politische Unterstützung seiner Veteranen sichern und das Vertrauen künftiger Legionäre erwerben wollte.
Bei den Landverteilungen kam es zu brutalen Enteignungen und Vertreibungen nicht nur einzelner Landbesitzer, sondern ganzer Stadtbevölkerungen. Octavian war damals allgemein verhasst. Überdies kam es wegen der Landverteilung zu schweren Differenzen mit Antonius’ Ehefrau Fulvia und seinem Bruder Lucius Antonius, die Octavian aber im Perusinischen Krieg (41/40 v. Chr.) besiegte. Nach der Eroberung Perusias setzte eine Hinrichtungswelle ein, bei der auch der wichtige vormalige Verbündete Octavians, der Volkstribun des Jahres 44 v. Chr., Tiberius Cannutius, starb. Antonius landete daraufhin mit seinen Truppen in Italien. Die Legionen beider Triumvirn verweigerten aber den Kampf gegeneinander und zwangen sie zu einem erneuten Bündnis. Der Vertrag von Brundisium vom Herbst 40 v. Chr. sah unter anderem die Heirat zwischen Antonius und Octavia vor, der Schwester Octavians.
Er selbst ging in jenem Jahr ein weiteres familiäres Zweckbündnis ein: Nach der Trennung von seiner ersten Frau – Clodia – heiratete er Scribonia, eine Verwandte von Pompeius’ Sohn Sextus. Ihre gemeinsame Tochter Iulia sollte sein einziges leibliches Kind bleiben. Aber noch vor Iulias Geburt verstieß er ihre Mutter wieder, um im Jahr 38 v. Chr. Livia Drusilla zu ehelichen. Der Skandal wurde noch dadurch vergrößert, dass er Livia in sein Haus aufnahm, noch bevor sie sich von ihrem bisherigen Mann, dem überzeugten Republikaner Tiberius Claudius Nero, hatte scheiden lassen können. Die Frau, die zu seiner engsten Ratgeberin wurde, brachte die beiden Söhne Tiberius und Drusus mit in die Ehe. Tiberius sollte der Nachfolger seines Stiefvaters als Kaiser werden.

#### Konflikt mit Sextus Pompeius

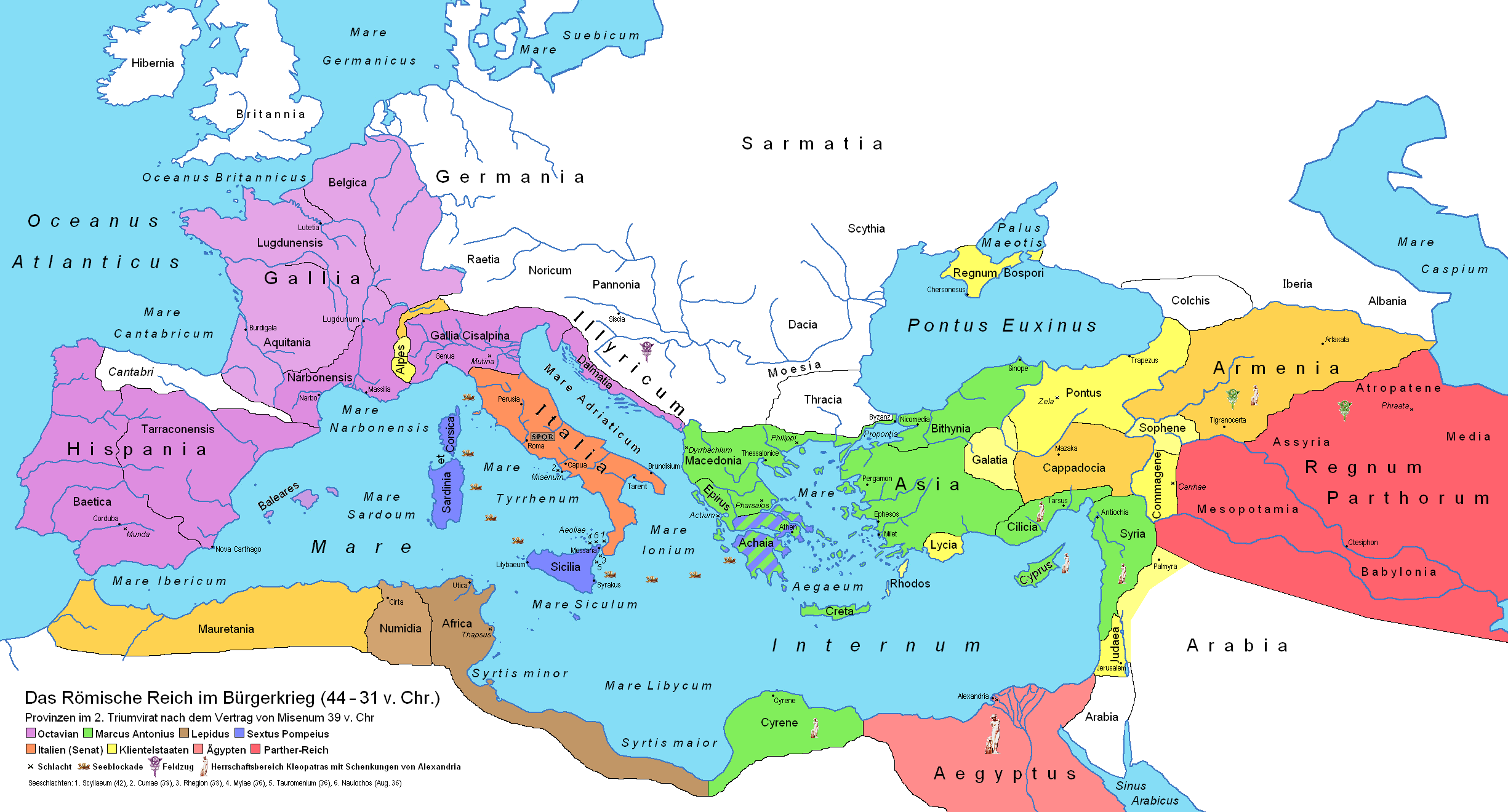
Karte des Römischen Reiches nach dem Vertrag von Misenum im Sommer 39 v. Chr.
Octavians Machtbereich
Antonius’ Machtbereich
Provinzen des Lepidus
Seereich des Sextus Pompeius
Königreich Ägypten (Kleopatra)
röm. Klientelstaaten
Parther-Reich

Der letzte politische Gegner der Triumvirn, der noch über nennenswerte militärische Macht verfügte, war Sextus Pompeius mit seiner Flotte. Er kontrollierte unter anderem Sizilien und gefährdete die Kornzufuhr von dort nach Rom, was Octavians Autorität zusätzlich untergrub. Auf Druck des Senats schlossen Octavian und Antonius 39 v. Chr. mit Sextus Pompeius den Vertrag von Misenum, nach dem Sextus Sardinien, Korsika sowie Sizilien behalten durfte und von Antonius zusätzlich die Peloponnes erhalten sollte; ferner mussten die Triumvirn Sextus ein Konsulat für das Jahr 35 v. Chr. zusichern. Das Triumvirat wurde 37 v. Chr. im Vertrag von Tarent um weitere fünf Jahre verlängert.
Da die Zugeständnisse im Vertrag von Misenum Octavians Macht erheblich einschränkten, setzte er bereits im folgenden Jahr alles daran, Pompeius’ Einfluss zurückzudrängen. Erst nach mehreren schweren Rückschlägen und Niederlagen gelang es seinem neuen Flottenführer Marcus Vipsanius Agrippa 36 v. Chr., Sextus Pompeius’ Streitmacht in der Seeschlacht von Naulochoi vor der Nordküste Siziliens zu vernichten. Kurz darauf entmachtete Octavian auch Lepidus, indem er dessen Truppen in Sizilien dazu brachte, zu ihm überzulaufen. Er beherrschte nun den gesamten Westen des Reichs und hatte die für die Getreideversorgung wichtigen Provinzen Sicilia und Africa unter seiner Kontrolle.
Nach dem Sieg über Pompeius stellte die rasche Befriedung Italiens und die Veteranenversorgung die vordringliche Aufgabe dar. Italien hatte durch die fehlende Getreideversorgung während der Blockade des Pompeius schwer gelitten. Statt wie in den Jahren zuvor geschehen, Güter gewaltsam zu enteignen, wurden die 20.000 Mann, die Octavian nun aus seiner riesigen Armee entlassen konnte, mit Bauernstellen in Italien, Sizilien und Gallien abgefunden. 30.000 entlaufene Sklaven, die im Heer des Pompeius gedient hatten, wurden nach Rom geschickt, um ihren Herren übergeben zu werden. 6.000 herrenlose Sklaven wurden gekreuzigt.

#### Kampf mit Antonius um die Alleinherrschaft
Nachdem Octavian Pompeius und Lepidus ausgeschaltet hatte, stand ihm im Kampf um die Alleinherrschaft nur noch Antonius im Wege. Vom Frühjahr 35 bis 33 v. Chr. brachte er bei kleineren Feldzügen in Dalmatien ein schlagkräftiges Heer in Form. Unterdessen führte sein Rivale einen erfolglosen Krieg gegen das Partherreich, wobei die Parther bereits 40 v. Chr. unter dem Befehl des Quintus Labienus, eines Anhängers der republikanischen Sache, in Syrien eingedrungen waren. Zudem ging Antonius eine dauerhafte Beziehung mit Königin Kleopatra VII. von Ägypten ein, deretwegen er im Jahr 32 v. Chr. die in Rom äußerst populäre Octavia verstieß. Bereits 34 v. Chr. war er darangegangen, Teile des römischen Ostens an Kleopatra und ihre gemeinsamen Kinder zu verschenken, und hatte dadurch in Rom viel Rückhalt verloren.
Octavian nutzte Antonius’ Verhalten propagandistisch geschickt aus. Um ihm auch noch seine letzten Anhänger abspenstig zu machen, schreckte er nicht einmal vor einem Sakrileg zurück: Er zwang die Vestalinnen zur Herausgabe des bei ihnen hinterlegten Testaments des Antonius und ließ es in Auszügen vor dem Senat und der Volksversammlung verlesen. Zuvor hatten zwei Zeugen der Testamentsausfertigung, die Senatoren Lucius Munatius Plancus und Marcus Titius, die im Herbst 32 v. Chr. von Antonius abgefallen waren, Octavian über den Inhalt des Dokuments informiert: Danach hatte Antonius Kleopatras Kinder als Erben römischer Gebiete eingesetzt, Caesarion als leiblichen Sohn Caesars anerkannt und bestimmt, dass er neben Kleopatra in Alexandria bestattet werden wolle. Als dies bekannt wurde, enthob der Senat Antonius aller Ämter. Da Octavian die ägyptische Königin als Urheberin von Antonius’ „romfeindlichem“ Verhalten darstellte, erklärte der Senat sie zur Staatsfeindin und Ägypten den Krieg. Mit diesem Schachzug war es Octavian gelungen, den Kampf gegen einen innenpolitischen Gegner in einen Krieg Roms gegen einen äußeren Feind umzumünzen. Wer Antonius von da an noch unterstützte, half damit auch diesem äußeren Feind und musste in den Augen traditionell denkender Römer als Verräter erscheinen.
Octavians und Antonius’ triumvirale Befugnisse waren formell schon am 1. Januar 32 v. Chr. abgelaufen und ihre prokonsularischen Kompetenzen bestanden nur noch provisorisch. Daher benötigte Octavian zur Kriegführung die Verleihung einer neuen Amtsgewalt. Er ließ sich zum „Führer Italiens“ (dux Italiae) ausrufen, dem der gesamte Westen den Treueid leisten musste. Zudem übernahm er für das folgende Jahr erneut das Konsulat. Aus dieser rechtlich abgesicherten Position heraus eröffnete Octavian Anfang 31 v. Chr. den – offiziell gegen Kleopatra gerichteten – Ptolemäischen Krieg, indem er mit seinen Truppen nach Griechenland übersetzte, das zu Antonius’ Machtbereich gehörte.
Am Ausgang des Ambrakischen Golfs in Epirus gelang es Agrippas Flotte und Octavians Heer, die See- und Landstreitkräfte des Antonius einzuschließen und vom Nachschub abzuschneiden. Die monatelange Blockade zeitigte verheerende Folgen für Antonius’ Armee, so dass er sich schließlich gezwungen sah, mit seinen Schiffen einen Durchbruchsversuch aus dem Golf in das offene Ionische Meer zu wagen. Dabei kam es am 2. September 31 v. Chr. zur alles entscheidenden Seeschlacht bei Actium, in der Antonius und Kleopatra den Streitkräften Octavians und Agrippas unterlagen. Diese nahmen im folgenden Jahr Alexandria ein, woraufhin Antonius und Kleopatra Selbstmord begingen. Ägypten verlor seine Selbstständigkeit und wurde als neue römische Provinz annektiert. Damit endeten der Krieg zweier Männer um die Macht in Rom und zugleich die 100 Jahre währende Epoche der römischen Bürgerkriege. Als Zeichen dafür, dass im ganzen Reich Frieden herrsche, wurden am 12. Januar 29 v. Chr. die Tore des Janustempels auf dem Forum Romanum geschlossen. Dies geschah laut Titus Livius erst zum dritten Mal seit der sagenhaften Gründung Roms 753 v. Chr. Die folgenden Jahre verbrachte Octavian damit, seine im Bürgerkrieg gewaltsam erworbene überragende Machtstellung schrittweise in eine für die Römer akzeptable, legale Form zu überführen. 28 v. Chr. hob er so demonstrativ alle seine „unrechtmäßigen“ Verfügungen aus der Zeit des Triumvirats auf.

### Augustus als Princeps
Am 13. Januar des Jahres 27 v. Chr. begann im Senat von Rom ein mehrtägiger Staatsakt, der den Ausnahmezustand des Bürgerkriegs auch offiziell beendete. Formal wurde damit die alte Ordnung der Republik wiederhergestellt, tatsächlich aber eine völlig neue, monarchische Ordnung mit republikanischer Fassade geschaffen: das spätere römische Kaisertum in Gestalt des Prinzipats. Auf Vorschlag des Lucius Munatius Plancus verlieh der Senat Octavian am 16. Januar den neu geschaffenen Ehrennamen Augustus.
In den Jahren nach Actium stand der Alleinherrscher vor drei großen Aufgaben: den Staat neu aufzubauen, das Reich nach innen und außen zu sichern und die Nachfolge zu regeln, um seinem Werk auch über seinen Tod hinaus Dauer zu verleihen. Da Augustus all das gelang, markiert der Staatsakt vom Januar 27 v. Chr. nicht nur den Beginn seiner 40-jährigen Regierungszeit als Princeps, sondern auch den einer ganz neuen Epoche der römischen Geschichte.

#### Begründung des Prinzipats

##### Frage der Neuordnung des Staates

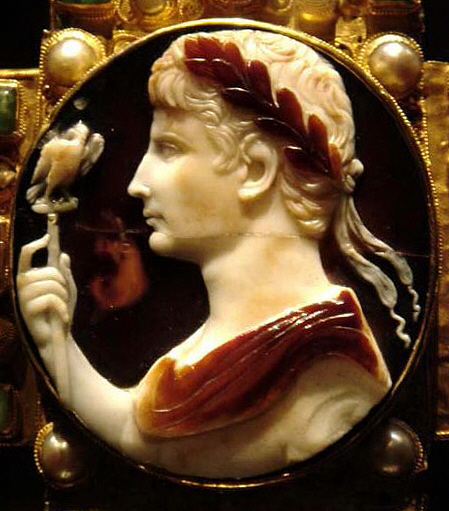
Augustus als Triumphator
(Kamee, Lotharkreuz)

Als Octavian im Sommer 29 v. Chr. aus dem Osten nach Rom zurückgekehrt war und einen dreifachen Triumphzug abgehalten hatte, stand er vor dem gleichen Problem, an dem Caesar 15 Jahre zuvor gescheitert war: Eine Staatsordnung zu schaffen, die für das in mehr als 400 Jahren gewachsene, republikanische Rechtsverständnis der Römer akzeptabel war und zugleich der Tatsache gerecht wurde, dass sich die tatsächliche Macht seit 70 Jahren mehr und mehr verlagert hatte: weg vom Senat, den Konsuln und den anderen republikanischen Institutionen, hin zu den Befehlshabern der Legionen. Von Marius und Sulla bis zum ersten und zweiten Triumvirat hatten immer wieder militärische Machthaber eine außerordentliche politische Gewalt errungen.
Die einfache Wiederherstellung der alten Adelsrepublik kam für ihn aus zwei Gründen nicht in Frage: Zum einen war die staatstragende Bevölkerungsschicht der Republik, der Senatsadel, durch die Bürgerkriege weitgehend vernichtet worden. Zum anderen erforderte die Ausdehnung des Reichs eine große Zahl von Legionen, deren Befehlshaber stets versucht sein konnten, die Macht auf ungesetzliche Weise an sich zu reißen. Da in der Republik die großen Adelsfamilien und politische Gruppierungen wie Optimaten und Popularen permanent um Macht und Einfluss kämpften, war dies in den Jahrzehnten des Bürgerkriegs – von Marius über Sulla bis zu Caesar – immer wieder geschehen.

##### Scheinbare Wiederherstellung der Republik
Aus all dem folgte wiederum zweierlei: Octavian musste zum einen bestrebt sein, die außerordentliche politische Gewalt, die Militärdespoten wie er selbst immer wieder errungen hatten, in eine ordnungsgemäße umzuwandeln, sie also rechtlich in das bisherige Staatsgefüge zu integrieren. Zum anderen musste er das imperium, die militärische Befehlsgewalt über die Mehrzahl der Legionen, auf denen die politische Macht nun beruhte, in einer Hand zu vereinen suchen. Kurz: Er musste die Heeresklientel monopolisieren und eine dauerhafte Alleinherrschaft errichten. Sein Vorteil war, dass sich sein persönliches Machtstreben mit der Notwendigkeit und dem allgemeinen Bedürfnis traf, erneute Machtkämpfe und Bürgerkriege zu verhindern. Denn nach den Wirren der vorangegangenen Jahrzehnte waren auch viele traditionell eingestellte Römer, die jede Art von Alleinherrschaft stets abgelehnt hatten, notgedrungen bereit, die militärische und politische Macht in die Hand nur eines Mannes zu legen.
Wie schon im Kampf gegen Antonius erwies sich Octavian auch bei dieser Aufgabe als Meister der politischen Propaganda. Dies geht aus seinem Tatenbericht (Res gestae divi Augusti)
hervor, in dem er gegen Ende seines Lebens folgendes Bild von seiner Handlungsweise zeichnete:

„In meinem 6. und 7. Konsulat [das heißt 28 und 27 v. Chr.], nachdem ich den Bürgerkriegen ein Ende gesetzt hatte, habe ich, der ich mit Zustimmung der Allgemeinheit zur höchsten Gewalt gelangt war, den Staat [rem publicam] aus meinem Machtbereich wieder der freien Entscheidung des Senats und des römischen Volkes übertragen. Für dieses mein Verdienst wurde ich auf Senatsbeschluss Augustus genannt. […] Seit dieser Zeit überragte ich zwar alle an Einfluss und Ansehen [auctoritas]; an Amtsgewalt [potestas] aber besaß ich hinfort nicht mehr als diejenigen, die auch ich als Kollegen im Amt gehabt habe.“

Die Realität hinter diesem Bild sah jedoch anders aus: Octavian war zwar so klug, nicht den allgemein verhassten Königstitel anzustreben, aber er ließ sich von den bestehenden republikanischen Amtsgewalten all jene übertragen, die ihm in ihrer Bündelung faktisch zu einer monarchischen, königsgleichen Stellung verhalfen. Da er aber die republikanische Ordnung formal wiederherstellte, konnte er sich gleichzeitig als Retter und Beschützer der Republik darstellen. Letztlich ging er einen Kompromiss mit der Senatsaristokratie ein, indem er ihre politische Macht zwar massiv beschnitt, sie aber nicht völlig von der Machtausübung ausschloss. Zudem fügte er ihr – anders als Sulla und Caesar – keine Demütigungen zu und erlaubte ihr so, ihre Würde und ihr Sozialprestige (dignitas) zu wahren. Daher ist umstritten, ob man den Prinzipat als reine Monarchie bezeichnen kann. Aloys Winterling etwa argumentiert dagegen, Egon Flaig dafür.

##### Sicherung der Macht
Gleich nach seiner Rückkehr aus dem Krieg gegen Antonius suchte Octavian die Unterstützung der alten Adelsgeschlechter und ging daran, das Ansehen der republikanischen Institutionen zu stärken. So ließ er aus dem Senat etwa 190 Mitglieder ausschließen, die offiziell als nicht standesgemäß galten. Gleichzeitig füllte er die gelichteten Reihen des Senatsadels wieder auf, indem er verdiente Personen und Anhänger in den Patrizierstand erhob. Er selbst nannte sich – betont bescheiden – princeps senatus, Erster des Senats, ein Titel, den es früher schon gegeben, der aber lediglich einen primus inter pares bezeichnet hatte, einen Ersten unter Gleichen. Daraus entwickelte sich die Bezeichnung Prinzipat für die augusteische Herrschaftsform, die so viel bedeutet wie „Herrschaft des ersten Bürgers“. Starke propagandistische Wirkung erzielte der Princeps damit, dass er Ende des Jahres 28 v. Chr. alle seine widerrechtlichen Anordnungen aus der Zeit des Triumvirats aufheben ließ.
Ob Octavian Anfang 27 außer dem Konsulat weitere Vollmachten innehatte und worin diese gegebenenfalls bestanden, wird in der Forschung bereits seit Theodor Mommsen kontrovers diskutiert. Jedenfalls legte er am 13. Januar 27 v. Chr., am ersten Tag des Staatsakts, seine außerordentliche Allgewalt (potens rerum omnium) über die Provinzen und Legionen demonstrativ in die Hände des „gesäuberten“ Senats. Damit bildete dieser formal wieder das zentrale Herrschaftsorgan. Die Republik war äußerlich wiederhergestellt. Allgemein war von der res publica restituta die Rede. So weit stimmten die Tatsachen mit Augustus’ propagandistischer Version überein.
Gleich in seiner nächsten Sitzung aber, nur vier Tage später, übertrug der Senat das militärische Kommando in der Hälfte der Provinzen offiziell an Octavian – und zwar in jener Hälfte, die an den Rändern des Imperiums lagen und in denen daher das Gros der Legionen stand. Vertreten wurde er dort durch Legaten. Der Beschluss wurde damit begründet, dass diese Gebiete besonders gefährdet seien, und dass Octavian nach ihrer Befriedung das Kommando dort niederlegen werde. Auf diese Weise erhielt er eine den Provinzstatthaltern übergeordnete Befehlsgewalt (imperium proconsulare) über den weitaus größten Teil der Armee. Octavian blieb also Militärmachthaber und alleiniger Patron der Heeresklientel, nun aber formal im Rahmen der Gesetze. Das Reich gliederte sich fortan de facto in kaiserliche und senatorische Provinzen.
Ein weiteres republikanisches Element der neuen Staatsordnung war die Rückkehr zur jährlichen Neubesetzung der Magistrate. Eines der zwei Konsulate nahm der Princeps in den nächsten Jahren allerdings regelmäßig für sich in Anspruch. Dies änderte sich mit der Revision der Prinzipatsverfassung am 1. Juli 23 v. Chr. Bis auf zwei Jahre verzichtete Augustus von da an auf das Konsulat. Stattdessen ließ er sich auf Lebenszeit die tribunizische Gewalt (tribunicia potestas) übertragen, also nicht das Amt des Volkstribunen, sondern „nur“ dessen Amtsbefugnisse. Damit gewann er das Recht, den Senat und die Volksversammlungen einzuberufen, diesen Gesetze vorzuschlagen, sein Veto gegen Senats- und Volksbeschlüsse einzulegen und sogar den Konsuln Amtshandlungen zu verbieten. Um auch den Magistraten in Rom und Italien Anweisungen geben zu können, wurden der tribunicia potestas des Augustus alle konsularischen Sonderrechte hinzugefügt, die einem Volkstribunen eigentlich nicht zustanden. Damit wurde die tribunizische Gewalt zur Quelle der kaiserlichen Macht in Rom und Italien. Durch die Aufgabe des ständigen Konsulats verlor Augustus jedoch seine Weisungsbefugnis gegenüber den Prokonsuln des Senats und damit auch gegenüber den senatorischen Provinzen. Um diese wiederherzustellen, ließ er sich eine übergeordnete prokonsularische Gewalt (imperium proconsulare maius) übertragen.
Außerdem ließ er im Jahr 23 das Volk eine lex de imperio (auch lex Augusti oder lex regia genannt) beschließen: Durch eine Generalklausel galt hinfort alles, was Augustus wünschte, als Gesetz. Dadurch hatte ihm das Volk, so die auch später nie bezweifelte Auslegung, das ihm zustehende imperium übertragen und ihn damit zu außerordentlicher gesetzesvertretender Normsetzung ermächtigt.
Mit der Revision der Prinzipatsverfassung legte Augustus zwar formal das Konsulat nieder, behielt aber faktisch alle Befugnisse eines Konsuls. Durch seinen Verzicht auf das Konsulat hatte er jedoch bis auf die Purpurtoga und die Corona triumphalis alle äußeren Rangabzeichen verloren, die auf seine zentrale Stellung hindeuteten. Um auch dies auszugleichen, wurden dem Princeps 19 v. Chr. die konsularischen Ehrenrechte zuerkannt: So wurde er wieder ständig von zwölf Liktoren begleitet und durfte im Senat zwischen den beiden amtierenden Konsuln Platz nehmen. Augustus verzichtete also augenscheinlich auf die absolute Macht, indem er den Senatsadel daran teilhaben ließ, behielt aber in Wirklichkeit alle wichtigen Funktionen in Staat und Militär in seiner Hand.

##### Augustus-Titel und weitere Ehrungen

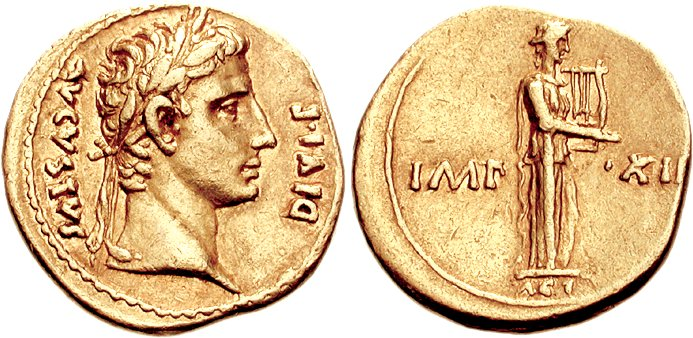
Augustus als Princeps, mit der Corona triumphalis auf dem Haupt

Der Ehrenname Augustus, „der Erhabene“, den der Senat Octavian am letzten Tag des Staatsakts vom Januar 27 v. Chr. verlieh, erinnerte an das augurium, eine Kulthandlung zur Deutung des Willens der Götter, die der Sage nach schon Romulus vorgenommen hatte. Der Name setzte seinen Träger also mit dem legendären Gründer der Stadt Rom gleich und verlieh der obersten politischen Gewalt im Staat eine sakrale Aura, wie sie die Konsuln zu Zeiten der Republik nie besessen hatten. Mit dem neuen Titel verlieh der Senat dem Princeps auch einen Ehrenschild (clipeus virtutis), auf dem Tapferkeit, Milde, Gerechtigkeit sowie Pflichterfüllung gegenüber den Göttern und dem Vaterland als die Tugenden des Augustus gepriesen wurden.
Eine weitere Ehrung war die erstmalige Feier der decennalia, des zehnjährigen Regierungsjubiläums des Princeps, im Jahr 17 v. Chr. Das Fest ging darauf zurück, dass Augustus die ihm übertragene Machtstellung formell nur für 10 Jahre akzeptiert hatte. In seinem Verlauf gab er wie schon 27 v. Chr. die Macht in die Hände des Senats zurück, der sie ihm umgehend erneut übertrug. Auch die decennalia dienten also dem Zweck, den Anschein einer fortbestehenden Senatsherrschaft zu erwecken und die tatsächlichen Machtverhältnisse in Rom zu verschleiern.
Die sakrale Würde des Princeps wurde weiter gestärkt, als im Jahre 13 oder 12 v. Chr. Marcus Aemilius Lepidus starb. Augustus’ einstiger Kollege im Triumvirat hatte nach seiner Entmachtung lediglich das Amt des Pontifex maximus behalten dürfen. Nun übernahm Augustus auch dieses Amt; als oberster Priester des römischen Staatskultes konnte er nun auch alle Belange der religio Romana in seinem Sinne regeln.
Im Jahr 8 v. Chr. beschloss der Senat, den Monat Sextilis in Augustus umzubenennen. Als Grund für die Wahl dieses Monats anstelle von Augustus’ Geburtsmonat September wurde angeführt, dass er im Sextilis erstmals Konsul geworden sei und drei Triumphe gefeiert habe. Außerdem markiere dieser Monat, in dem Ägypten erobert worden war, das Ende der Bürgerkriege. Der eigentliche Grund könnte aber gewesen sein, dass der heute August genannte Monat direkt auf den nach Caesar benannten Juli folgte.
Am 5. Februar des Jahres 2 v. Chr. verlieh der Senat Augustus schließlich den Titel pater patriae („Vater des Vaterlandes“), auf den er besonders stolz war, denn er war mehr als eine bloße Ehrenbezeichnung. Vielmehr führte er jedermann vor Augen, dass dem Kaiser gegenüber allen Reichsangehörigen die gleiche Autorität zustand wie jedem römischen Familienoberhaupt, dem pater familias, über die Seinen.

##### Akzeptanz der neuen Ordnung
Die Neuordnung des Staatswesens wurde von den Römern nicht widerspruchslos hingenommen. Insbesondere die patrizischen Familien des alten Senatsadels, die Augustus als Emporkömmling ansahen, konnten sich mit ihrer Entmachtung nur schwer abfinden. Einige Quellen berichten, dass Augustus sich in der Zeit nach seiner Rückkehr aus dem Osten nur mit einem Brustpanzer unter der Toga in den Senat wagte und Senatoren nur einzeln und nach eingehender Leibesvisitation empfing. Verschwörungen wie die des Fannius Caepio, die im Jahr 23 oder 22 v. Chr. aufgedeckt wurde, zeigen, dass Augustus’ Politik noch lange Zeit erheblichen Widerstand hervorrief. Da der Zeitpunkt der Verschwörung nicht genau datiert werden kann, ist bis heute ungeklärt, ob sie auslösender Faktor oder Folge der im Jahr 23 v. Chr. erfolgten Neujustierung der Prinzipatsordnung war.
Dass das neue Herrschaftssystem schließlich doch akzeptiert wurde, lag sicher nur zum Teil daran, dass Augustus den republikanischen Institutionen und den althergebrachten Rechten und Sitten, dem mos maiorum, seinen Respekt erwies. Die Römer konnten sich zwar sagen, dass die alte Republik und ihre Institutionen der Form nach weiterhin bestanden, aber die politisch Interessierten dürften Augustus’ Propaganda durchschaut haben. Ausschlaggebend war am Ende die schlichte Tatsache, dass der Prinzipat funktionierte – im Gegensatz etwa zu den Ordnungsmodellen Sullas oder Caesars – und dass es zu Augustus keine realistische Alternative gab. Darüber hinaus war der Faktor Zeit entscheidend für den Erfolg der neuen Herrschaftsordnung: Augustus regierte nach der Erringung der Alleinherrschaft noch mehr als 40 Jahre, länger als jeder seiner Nachfolger. Die Römer gewöhnten sich in dieser langen Zeit an die Herrschaft des Ersten Bürgers. Als der Kaiser starb, waren kaum noch Römer am Leben, die die alte Republik noch bewusst erlebt hatten. So setzte mit der Errichtung des Prinzipats eine lange Periode des inneren Friedens und des Wohlstands ein. Augustus’ neue Ordnung sollte 300 Jahre – bis zur Herrschaft Diokletians – Bestand haben.
Selbst der Geschichtsschreiber Tacitus, einer der schärfsten Kritiker des Prinzipats, erkannte in dieser Konsolidierungspolitik ein klares Verdienst des Augustus. Deren Mustergültigkeit zeigt sich im Begriff der „Augusteischen Schwelle“, mit dem die neuere Politikwissenschaft die gelungene Überführung eines wachsenden aber instabilen Imperiums in einen dauerhaft stabilen Zustand beschreibt. Hinsichtlich der Beurteilung durch antike Historiker ist jedoch zu berücksichtigen, dass unter Augustus die ersten Bücherverbrennungen stattfanden. Betroffen waren Geschichtswerke, die seine Herrschaft kritisch bewerteten. Selbst wenn einzelne Exemplare dieser Werke in Privatbeständen überlebten und später erneut Verbreitung fanden, war der Informationsfluss hierdurch schwer beeinträchtigt. Der spätere Kaiser Claudius soll zudem durch seine Mutter und seine Großmutter davon abgehalten worden sein, in seinem Geschichtswerk die Zeit nach Caesars Ermordung ausführlicher zu thematisieren.

#### Wirtschaftliche und gesellschaftliche Neuordnung

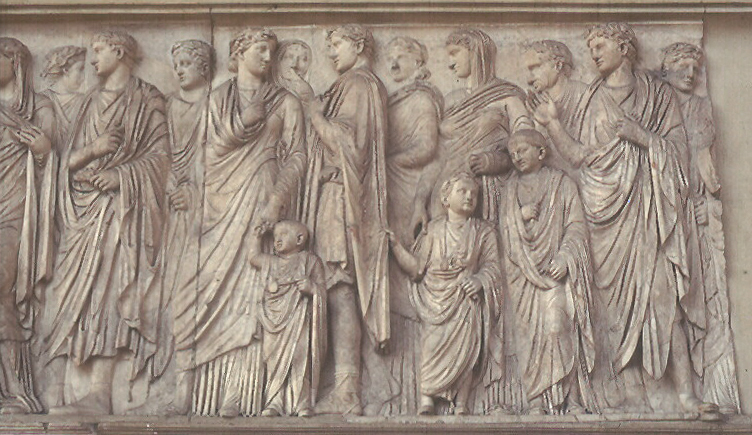
Mitglieder der kaiserlichen Familie,
Relief an der Südwand der Ara Pacis, Rom

Eine ebenso anspruchsvolle Aufgabe wie der Umbau der Staatsverfassung war die innere und äußere Stabilisierung des Reichs, seine wirtschaftliche Erholung, die Wiederherstellung von Recht und Ordnung in Rom und den Provinzen und die Sicherung der Grenzen. Die Voraussetzungen für einen allgemeinen Wirtschaftsaufschwung waren nach Actium besser denn je in den vorangegangenen Jahrzehnten. Augustus konnte mehr als ein Drittel der rund 70 Legionen entlassen, das heißt etwa 80.000 der 230.000 Mann, die 31 v. Chr. noch unter Waffen gestanden hatten. Ein solches Heer wäre für Friedenszeiten nicht nur zu groß und zu kostspielig gewesen; es hätte immer auch eine potenzielle Gefahr dargestellt, so viele Soldaten unter Waffen zu belassen.
Anders als 12 Jahre zuvor musste er für die Abfindung der Veteranen nicht auf Konfiskationen zurückgreifen, sondern konnte die ungeheure Beute, die ihm mit dem ägyptischen Staatsschatz in die Hände gefallen war, für Landkäufe nutzen. So entstand in Italien und den Provinzen eine breite Schicht ihm ergebener Bauern. Auch seine Anhänger in Rom – etwa im neuen Senat – wurden mit Geld und Posten bedacht. So schuf Augustus selbst die neuen Gesellschaftsschichten, auf denen die Staatsordnung des Prinzipats ruhen sollte.

##### Neuordnung der Provinzen
In die Provinzen, die bis dahin immer wieder von Kontributionen, Truppenaushebungen und durchziehenden Heeren heimgesucht worden waren, kehrte allmählich ein gewisser Wohlstand zurück, denn der Prinzipat stellte Rechtssicherheit her und verhinderte vor allem die bis dahin übliche Ausplünderung durch ehemalige Magistrate der Republik. Diese hatten sich in den Provinzen stets für die Kosten schadlos gehalten, die ihr politisches Engagement in Rom verursachte. Der Geschichtsschreiber Velleius Paterculus fasste die Wirksamkeit von Augustus’ Politik wenige Jahre nach dessen Tod folgendermaßen zusammen: „Die Äcker fanden wieder Pflege, die Heiligtümer wurden geehrt, die Menschen genossen Ruhe und Frieden und waren sicher im Besitz ihres Eigentums.“
Anfangs übernahm der Kaiser die Neuordnung der Provinzen noch selbst. Bereits im Sommer des Jahres 27 v. Chr. brach er zu einer mehrjährigen Inspektionsreise durch den Nordwesten des Reiches auf. Gallien war seit der Eroberung durch Caesar sich selbst überlassen geblieben. Nach der Ordnung der Verhältnisse dort eroberte Augustus diejenigen Gebiete im Norden der Iberischen Halbinsel, die bis dahin noch nicht zum Reich gehört hatten, und gliederte sie der Provinz Hispania Tarraconensis ein. In Tarraco trat er sein 8. und 9. Konsulat an. Auf der Rückreise nach Rom im Jahr 23 v. Chr. erkrankte Augustus schwer. Obwohl mit seinem baldigen Ableben gerechnet wurde, designierte Augustus keinen neuen Nachfolger. Agrippa und Marcellus galten als die aussichtsreichsten Kandidaten. Der Princeps überlebte schließlich, entschloss sich aber, seine Legionen künftig nicht mehr persönlich zu führen.

##### Sittenpolitik

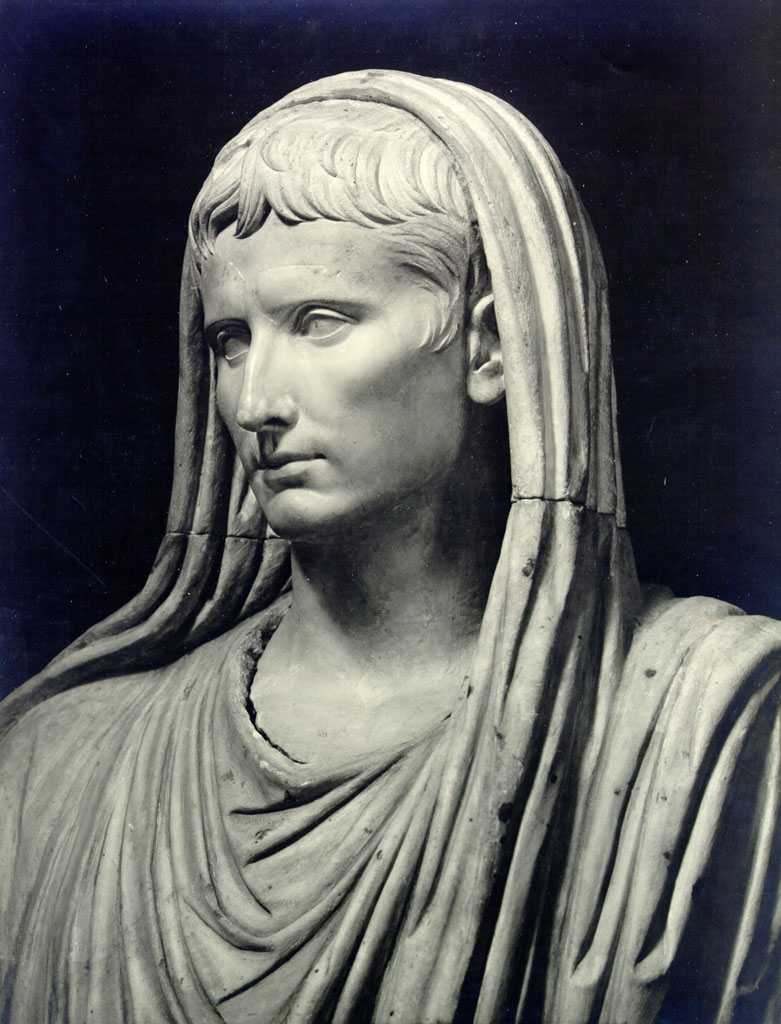
Augustus als Oberster Priester
(Rom, Museo Nazionale Romano)

Zu einem Kennzeichen der Herrschaft des Augustus wurde auch seine Betonung althergebrachter Sitte und Moral. In den Jahren seines Aufstiegs hatte er selbst nicht eben ein Muster altrömischer Tugenden abgegeben. Einmal an der Macht, sah er in ihnen aber ein Mittel, diese Macht zu festigen und die Wunden der Kriegsjahre zu heilen. Der von ihm beklagte „Sittenverfall“, den er aufhalten wollte, war allerdings eher eine Folge der Bürgerkriege gewesen, nicht deren Ursache, wie Augustus, Horaz und viele andere in der Führungsschicht des Reiches dachten.
Im Jahr 19 v. Chr. ließ sich der Princeps vom Senat die cura morum übertragen, die Sittenaufsicht. In den im Jahr darauf beschlossenen Leges Iuliae wurden beispielsweise die Strafvorschriften für Ehebruch, Unzucht und Kuppelei verschärft. Für alle Männer zwischen 25 und 60 und alle Frauen zwischen 20 und 50 Jahren wurde eine Pflicht zur Ehe eingeführt. Kinderreiche Familien erhielten Privilegien, Ehepaare mit weniger als drei Kindern mussten dagegen rechtliche Nachteile hinnehmen. Die lex Papia von 9 n. Chr. wiederum verbot bestimmte Ehen, etwa die von Prostituierten und die zwischen Senatoren und Freigelassenen. Die Gesetze stießen bei der Bevölkerung auf Ablehnung und Spott, zumal Augustus’ eigener laxer Umgang mit altrömischer Sitte und Moral allgemein bekannt war. Die erzwungene Scheidung seiner Frau Livia von ihrem früheren Mann und seine zweifelhafte Beziehung zu Terentia, der Frau seines Freundes Gaius Maecenas, waren dafür nur die hervorstechendsten Beispiele. Augustus selbst war von den Bestimmungen ausgenommen: lateinisch Princeps legibus solutus, „der Prinzeps ist von den Gesetzen befreit“, wie es in einem Kommentar hieß. Ob diese Befreiung für alle oder nur für die Ehegesetze galt, ist umstritten. Gegen Theodor Mommsen, der letzteres annimmt, argumentiert Okko Behrends, dass dieselbe Formel später ohne Einschränkung in der lex de imperio Vespasiani gebraucht wurde. Dies deute darauf hin, dass bereits Augustus als legibus solutus galt.
Würde und Autorität des Princeps erforderten jedoch, dass Augustus und seine Familie ein gutes Beispiel abgaben, auch wenn Anspruch und Wirklichkeit auseinanderklafften. Dies führte schließlich zum Zerwürfnis mit seiner Tochter Iulia, die sich den väterlichen Moralvorschriften nicht unterwerfen wollte. Im Jahr 2 v. Chr. ließ Augustus selbst sie vor dem Senat des Ehebruchs anklagen und auf die kleine Insel Pandateria verbannen. Neun Jahre später, 8 n. Chr., ereilte den Dichter Ovid, den Autor der Ars amatoria („Liebeskunst“), das gleiche Schicksal: Er wurde nach Tomis am Schwarzen Meer verbannt.
Das propagandistische Bild vom Princeps als treusorgendem altrömischem Patron, der über das Wohl der Seinen wacht, fand sichtbaren Ausdruck in einem umfangreichen Bauprogramm in Rom (publica magnificentia). Dazu gehörten Zweckbauten wie Aquädukte und eine riesige Sonnenuhr (das Solarium Augusti), vor allem aber Repräsentationsbauten wie das Augustusforum, das Marcellustheater und zahlreiche Tempel, die dazu dienten, den Römern Macht und Autorität des Augustus vor Augen zu führen. Der Kaiser spricht in seinem Tatenbericht von 82 Tempeln, die er in einem Jahr habe instand setzen, Vergil in der Aeneis von 300 Tempeln, die er insgesamt habe bauen lassen.

#### Außenpolitik und Grenzsicherung

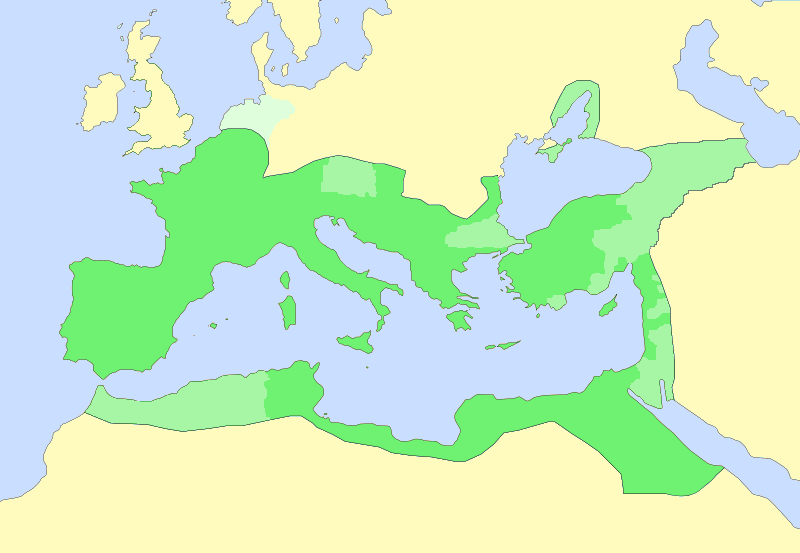
Das Römische Reich unter Augustus:
Italien und die römischen Provinzen
abhängige Gebiete und Klientelstaaten
Germania magna

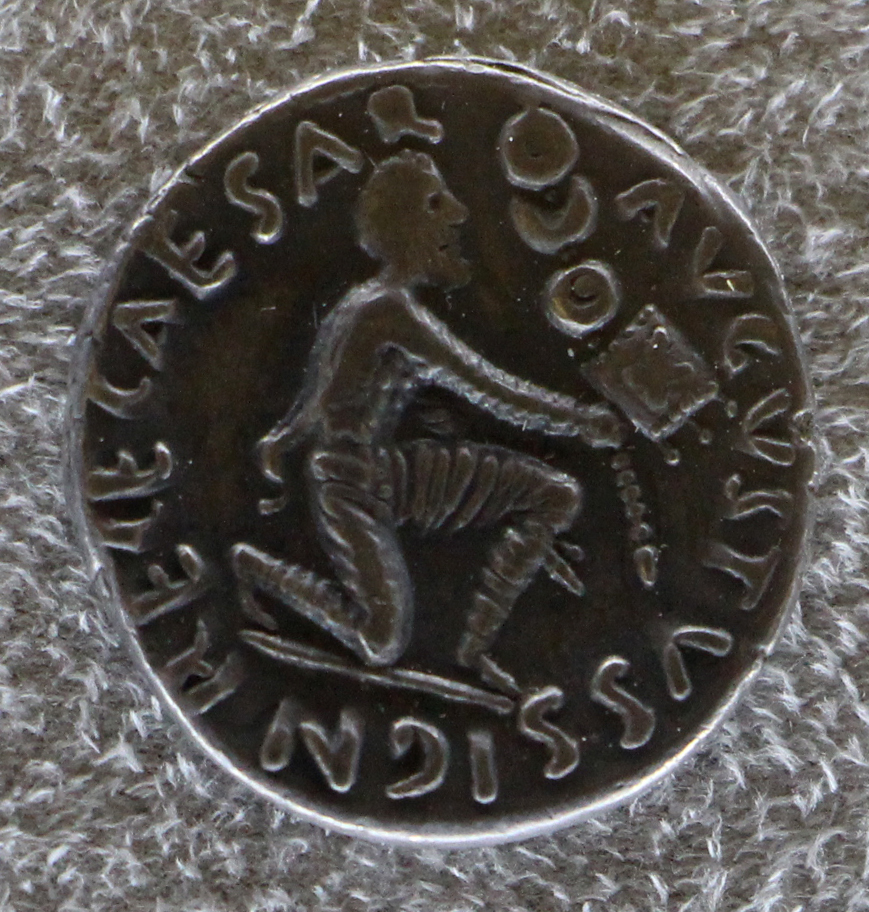
Augusteische Münze von 19 v. Chr., auf der die friedliche Rückgabe der Legionsadler als militärischer Sieg dargestellt wird.

Augustus’ Außenpolitik wurde lange als defensiv beurteilt. Historiker des 19. Jahrhunderts sahen in ihr nur eine Arrondierung und Sicherung der Reichsgrenzen. Zu dieser Sicht trug unter anderem die Tatsache bei, dass Augustus den Plan Caesars zu einem Feldzug gegen das Partherreich nicht wieder aufnahm. Eine militärische Machtdemonstration gegenüber dem Nachbarn im Südosten genügte, um den Partherkönig Phraates IV. im Jahr 20 v. Chr. zu einer vertraglichen Grenzregelung und zur Herausgabe der in der Schlacht bei Carrhae 53 v. Chr. erbeuteten, symbolträchtigen Legionsadler zu veranlassen. In Rom wurde als großer militärischer Sieg propagiert, was in Wirklichkeit eine friedliche Lösung darstellte.
Die Eingliederung Ägyptens verlief weitgehend problemlos. Im Jahr 25 v. Chr. gewann Rom die neue Provinz Galatia in Kleinasien aufgrund einer testamentarischen Verfügung des letzten Galater-Königs Amyntas. Zudem geriet eine Reihe neuer Klientelstaaten wie Armenien, Kappadokien und Mauretanien in Abhängigkeit zu Rom.
Dennoch ließ sich die These von der prinzipiell friedlichen, defensiven Außenpolitik nicht aufrechterhalten. Kein republikanischer Feldherr und kein Kaiser hat dem Römischen Reich so große Territorien einverleibt wie Augustus – und dies vor allem durch kriegerische Eroberungen. Pläne für eine Eroberung Arabiens scheiterten zwar schon im Ansatz, da der Feldzug des Aelius Gallus 25/24 v. Chr. erfolglos blieb. Im sechsjährigen Kantabrischen Krieg von 25 bis 19 v. Chr. eroberten Augustus’ Truppen jedoch die letzten nichtrömischen Gebiete im Norden der iberischen Halbinsel. Das Land der besiegten Kantabrer wurde als Teil der Provinz Hispania Tarraconensis dem Reich eingegliedert. Nachdem 17 v. Chr. bei den Säkularfeiern in Rom noch die Friedensordnung des Prinzipats gefeiert worden war, ging das Reich im darauffolgenden Jahr erneut zur Offensive über. Der Grund dafür ist bis heute ungeklärt. Womöglich fing als kleinere Grenzstreitigkeit mit germanischen Stämmen an, was mit ausgedehnten militärischen Operationen an den nordöstlichen Grenzen und der Eingliederung von nicht weniger als fünf neuen Provinzen endete.
Von der Ostgrenze Galliens, den Alpen und dem dalmatinischen Küstengebirge wurde die Reichsgrenze bis zu Donau und Rhein, zeitweise sogar bis zur Elbe vorgeschoben. Südlich der Donau entstanden die neuen Provinzen Raetia – mit der 15 v. Chr. gegründeten und nach dem Princeps benannten Hauptstadt Augusta Vindelicum – Noricum, Pannonia, Illyricum und Moesia.
Im Gegensatz zu diesen Erfolgen endeten die augusteischen Germanenkriege in einer Katastrophe. Der Versuch, die rechtsrheinische Germania magna zu erobern, war durch die Feldzüge von Augustus’ Stiefsohn Drusus von 12 bis 9 v. Chr. weit vorangetrieben und nach Drusus’ Tod durch seinen Bruder Tiberius fortgeführt. Nach der Niederschlagung des Germanenaufstands der Jahre 1 bis 5 n. Chr. schien die Eroberung abgeschlossen. Auch neuere archäologische Funde wie die einer römischen Siedlung bei Waldgirmes sprechen dafür, dass die Provinzialisierung Germaniens zwischen Rhein und Elbe zu Augustus’ Zeit bereits weit vorangeschritten war. Im Jahr 9 n. Chr. aber vernichtete ein von dem Cheruskerfürsten Arminius initiiertes Bündnis germanischer Stämme im „saltus Teutoburgiensis“ – wahrscheinlich die Region um Kalkriese bei Osnabrück – drei römische Legionen unter dem Befehl des Provinzstatthalters Publius Quinctilius Varus. Nach Bekanntwerden der Niederlage, einer der größten in der Geschichte des Römischen Reichs, soll der Kaiser Aufstände in Rom selbst befürchtet und eine Verstärkung der Stadtwachen veranlasst haben. Auch persönlich zeigte sich Augustus von der Nachricht schwer getroffen, zumal Varus als Ehemann seiner Großnichte Claudia Pulchra zum weiteren Familienkreis gehörte. Sueton überliefert Augustus Ausruf Quinctili Vare, legiones redde! („Quinctilius Varus, gib die Legionen zurück!“). Der Kaiser habe sich als Zeichen der Trauer monatelang Haupthaar und Bart wachsen lassen und den Jahrestag der Varusschlacht stets als Trauertag begangen. Die Ordnungszahlen der drei vernichteten Truppenteile, der XVII., XVIII. und XIX. Legion, wurden nie wieder vergeben. Erst nach Augustus’ Tod, in den Jahren 14 bis 16 n. Chr., unternahm Drusus’ Sohn Germanicus verlustreiche Rückeroberungsversuche. Schließlich aber zogen sich die Römer auf die Rhein-Donau-Linie zurück und errichteten den Limes als befestigte Grenze gegen Germanien.

#### Regelung der Nachfolge

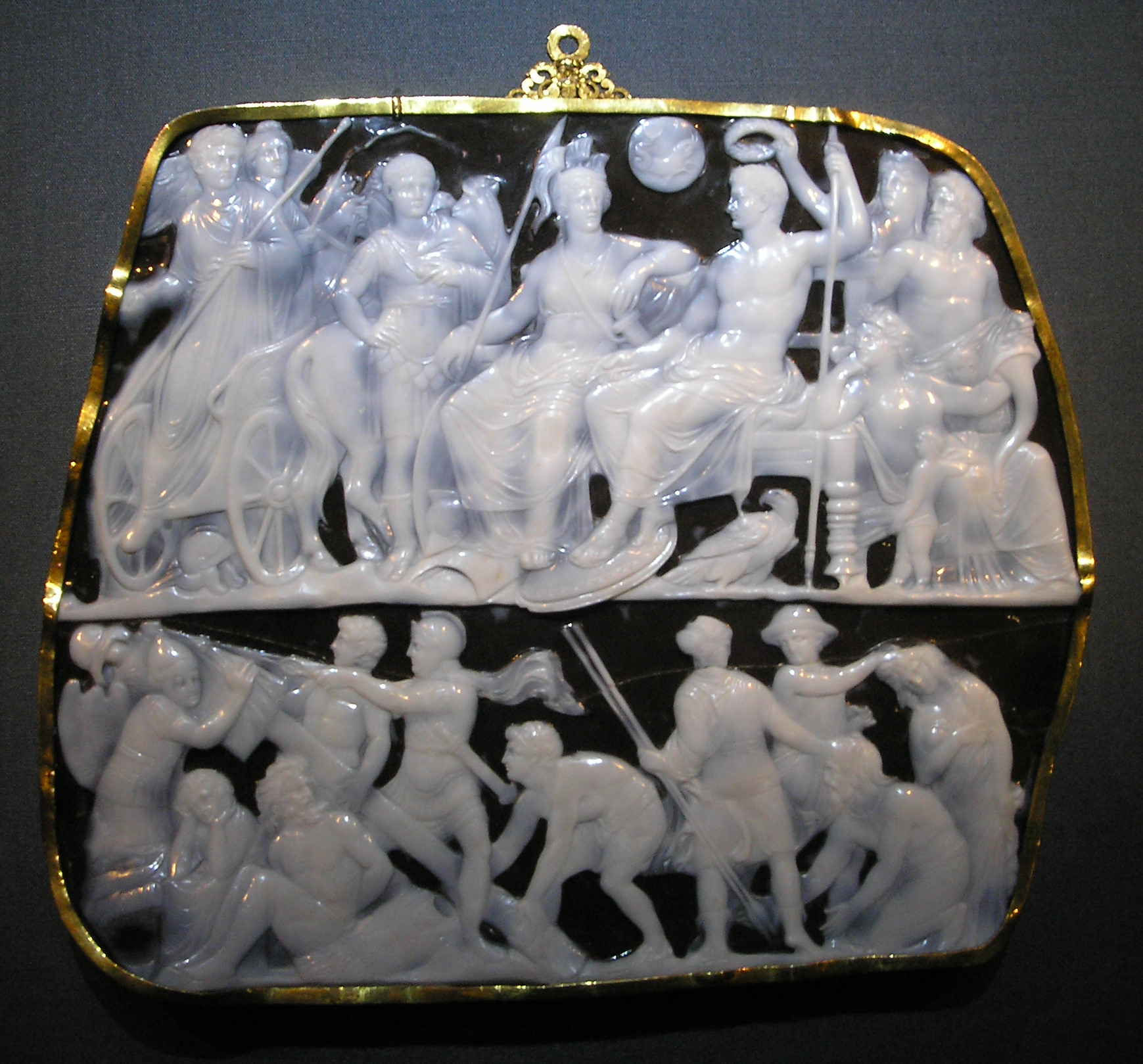
Die Gemma Augustea (um 10 n. Chr.) zeigt Augustus als Jupiter, der im Kreise der Götter den siegreichen Tiberius empfängt (Kunsthistorisches Museum Wien)

Stammbaum der Julisch-Claudischen Dynastie, aus der Augustus und vier weitere Kaiser hervorgingen

Obwohl Augustus in fast allen Quellen zu seinem Leben als gut aussehender Mann geschildert wird, war er seit seiner Kindheit von schwacher Konstitution. Er überlebte mehrere schwere Krankheiten wie die im Jahre 23 v. Chr. nur knapp und konnte nicht damit rechnen, das für die damalige Zeit sehr hohe Alter von fast 76 Jahren zu erreichen. Für sein Bestreben, der neu geschaffenen Herrschaftsordnung Dauer zu verleihen, stellte die Erbfolgeregelung daher eine zentrale Aufgabe dar. Während seine Frau Livia einen ihrer Söhne von Tiberius Claudius Nero auf dem Thron sehen wollte, verfolgte Augustus den Plan, die Nachfolge in der eigenen, julischen Familie zu sichern. Da der Kaiser keine Söhne hatte, zwang er seine Tochter Iulia, nacheinander mehrere Nachfolgekandidaten zu heiraten.
Dies war im Jahr 25 v. Chr. zunächst Marcellus, der Sohn seiner Schwester Octavia und ihres ersten Mannes. Die Bevorzugung seines Neffen führte offenbar zeitweise zu Spannungen zwischen Augustus und seinem Feldherrn Agrippa, der sich selbst begründete Hoffnungen auf die Nachfolge machte. Doch Marcellus starb kaum 20-jährig Ende des Jahres 23 v. Chr. und Agrippa galt nun als aussichtsreicher Nachfolgekandidat. Augustus drängte den alten Freund im Jahr 21 v. Chr., sich von seiner Frau scheiden zu lassen und die 25 Jahre jüngere Iulia zu heiraten. Die beiden hatten zwei Töchter und drei Söhne, Gaius Caesar, Lucius Caesar und den nachgeborenen Agrippa Postumus. Spätestens seit Agrippas Tod 12 v. Chr. betrachtete Augustus die beiden älteren Enkel als seine bevorzugten Nachfolger. Aus diesem Grund hatte er sie schon zu Agrippas Lebzeiten als Söhne adoptiert.
Beide Enkel waren aber 12 v. Chr. noch so jung, dass sie nach einem vorzeitigen Tod des Augustus nicht sofort die Nachfolge hätten antreten können. Bis sie als Nachfolgekandidaten alt genug sein würden und der römischen Öffentlichkeit vorgestellt werden konnten, benötigte der Princeps einen Stellvertreter. Dieser sollte Augustus bei den Regierungsgeschäften unterstützen und anstatt der zu jungen Enkel beerben. Diese Rolle, die einst Agrippa innegehabt hatte, sollte nun Tiberius ausfüllen. Augustus zwang ihn, sich von seiner Frau Vipsania, einer Tochter Agrippas, zu trennen, Iulia zu heiraten und sich zum Schutz der beiden jungen Prinzen zu verpflichten. Augustus scheint sich damals aber weder Tiberius noch dessen jüngeren Bruder Drusus, zu dem er ein besseres Verhältnis hatte, als Nachfolger gewünscht zu haben. Zudem kam Drusus bereits 9 v. Chr. auf einem Kriegszug in Germanien ums Leben. Augustus machte deutlich, dass Tiberius nur ein „Platzhalter“ für die beiden Enkel sein und nur für eine Übergangszeit als Nachfolgekandidat dienen solle. Dies führte zum Zerwürfnis mit dem Stiefsohn, der die erzwungene Ehe mit Iulia zudem als Qual empfand. Tiberius legte daher 5 v. Chr. alle Ämter nieder und ging als Privatmann nach Rhodos ins Exil. Zu einer Aussöhnung kam es erst, nachdem Iulia wegen ihres Lebenswandels und der möglichen Verwicklung in eine gegen ihren Vater gerichtete Verschwörung auf die Insel Pandateria verbannt worden war.
Als Julias ältere Söhne Lucius und Gaius Caesar kurz hintereinander, 2 und 4 n. Chr., starben, war die Nachfolgefrage erneut völlig offen. Am 26. Juni des Jahres 4 traf Augustus daher eine neue Regelung: Er adoptierte seinen Stiefsohn Tiberius gemeinsam mit seinem letzten noch lebenden Enkel, dem 16-jährigen Agrippa Postumus. Tiberius wiederum musste Germanicus adoptieren, den Sohn seines verstorbenen Bruders Drusus und Großneffe des Augustus, denn er entstammte als Enkel der Octavia zugleich dem julischen und dem claudischen Familienzweig. Da Germanicus zu diesem Zeitpunkt aber noch zu jung war, um Augustus direkt nachzufolgen, wies der Princeps ihm die Rolle des Nachfolgers von Tiberius zu. Nach dieser familienpolitischen Weichenstellung bis in die dritte Generation übertrug Augustus Tiberius im selben Jahr die tribunizische Amtsgewalt (tribunicia potestas). Aber erst im Jahr vor seinem Tod, 13 n. Chr., verlieh Augustus ihm auch die prokonsularischen Befugnisse (imperium proconsulare maius) und designierte Tiberius damit öffentlich als einzig möglichen Nachfolger.
Agrippa Postumus war bereits im Jahr 7 aus nie ganz geklärten Gründen auf die Insel Planasia bei Elba verbannt worden, wo er unmittelbar nach Augustus’ Tod ermordet wurde. Ob dies auf eine letztwillige Verfügung des Princeps zurückging oder, wie Tacitus meinte, auf einen Befehl des Tiberius, konnte nie geklärt werden. Auch Augustus’ Tochter Julia starb kurz nach ihm, angeblich an Hunger, da Tiberius sie vom Erbe ausgeschlossen und ihr jeglichen Unterhalt verweigert habe. In seinem umfangreichen Testament hatte Augustus sein gesamtes materielles Vermögen Tiberius und Livia vermacht. Darüber hinaus setzte er Legate für die Bürger Roms und die Prätorianer aus. Ferner regelte er sein Begräbnis und gab Anweisungen für Tiberius und den Staat.

#### Tod und Begräbnis

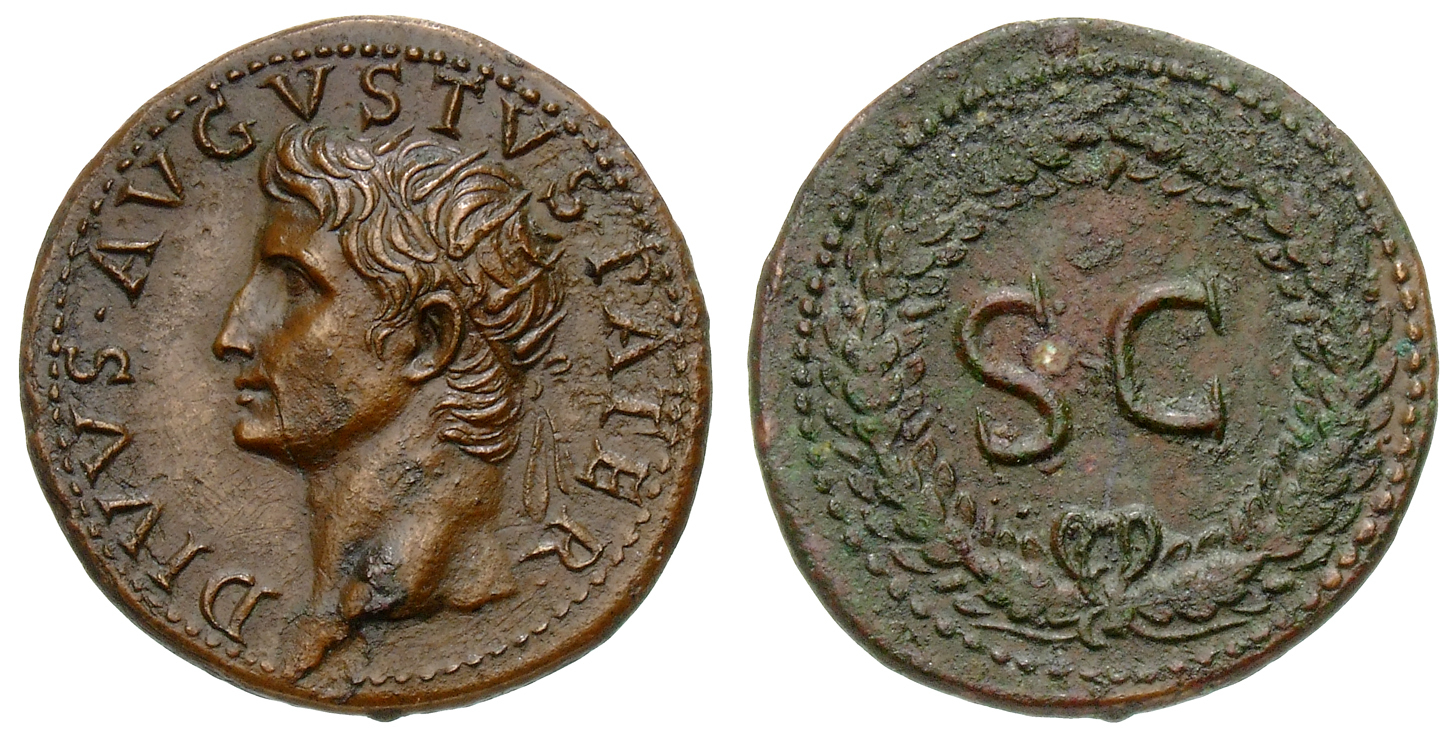
Münze aus der Regierungszeit des Tiberius mit Büste des vergöttlichten Augustus und Umschrift „DIVVS AVGVSTVS PATER“ auf der Vorderseite

Im Sommer des folgenden Jahres unternahm der Kaiser eine Reise, die ihn über Capri nach Benevent führen sollte. Er erkrankte bereits auf Capri an Diarrhoe, reiste aber noch weiter aufs Festland bei Neapel und ließ sich nach Nola bringen – angeblich in dasselbe Haus, in dem 71 Jahre zuvor sein Vater Gaius Octavius gestorben war. Dort verstarb der Kaiser in Gegenwart seiner Frau Livia und einer Reihe herbeigeeilter Würdenträger am 19. August des Jahres 14, am gleichen Tag, an dem er über 50 Jahre zuvor sein erstes Konsulat angetreten hatte. Laut Sueton soll der Mann, der in seinem Leben so viele Masken getragen hatte, sich mit einer Formel verabschiedet haben, die Komödianten am Ende eines Stückes sprachen: „Hat das Ganze Euch gefallen, nun so klatschet Beifall unserem Spiel, und entlasst uns alle mit Dank.“
Augustus’ Leiche wurde auf dem Marsfeld in Rom verbrannt und die Asche in dem prachtvollen Augustusmausoleum beigesetzt, das der Kaiser dort für sich und seine Familie hatte errichten lassen. Zudem wurde er – wie die meisten römischen Caesaren nach ihrem Tod – zum Staatsgott (divus) erklärt. Zwischen Kapitol und Palatin wurde ein Tempel des Divus Augustus geweiht. Der kultische Dienst dort oblag einem Kollegium von 21 Priestern, den Augustales, in das nur die höchsten Mitglieder des Senats und des Kaiserhauses berufen wurden.

## Augusteisches Zeitalter

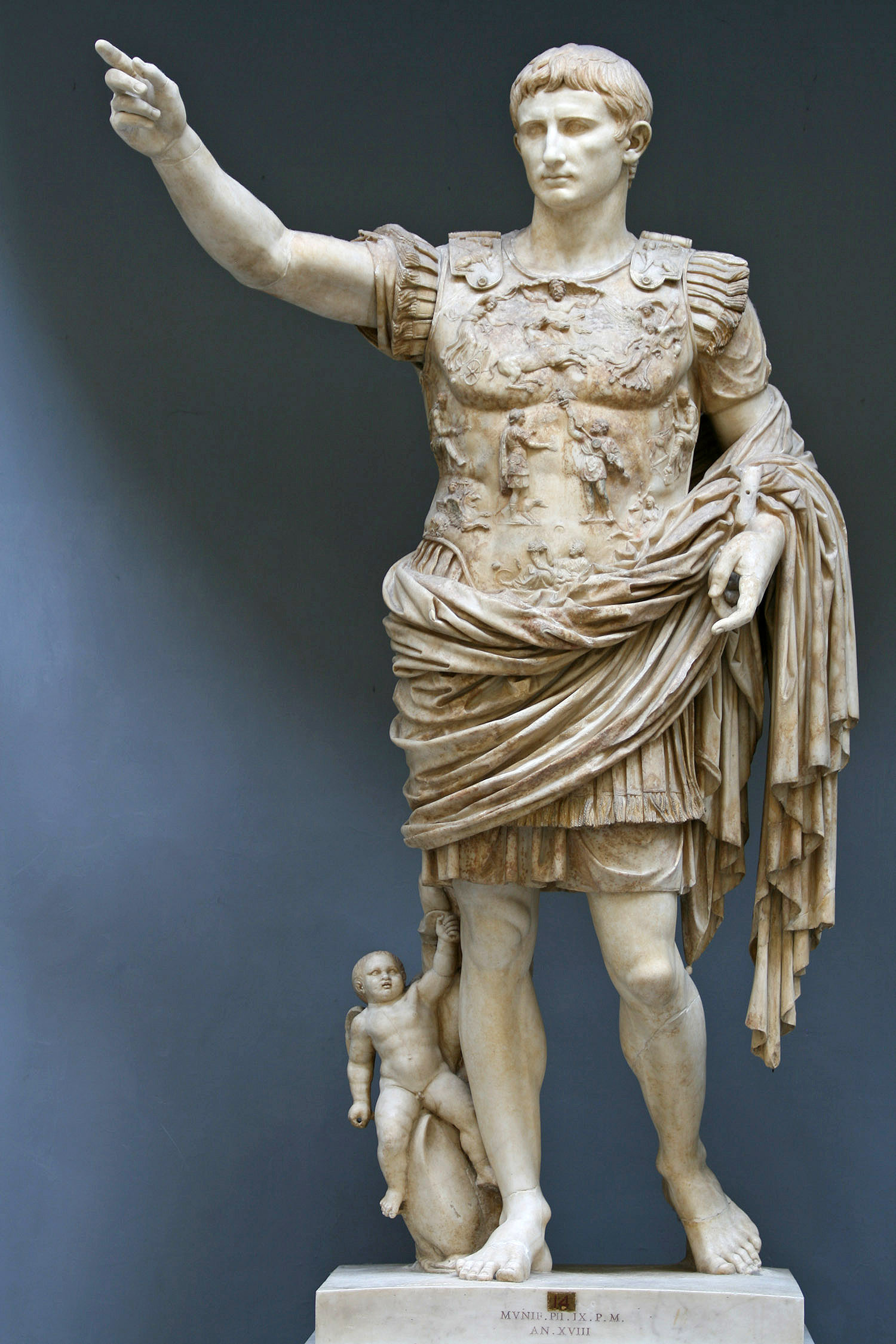
Augustusstatue von Primaporta
(Rom, Vatikanische Museen)

Schon Zeitgenossen des Augustus betrachteten ihre Gegenwart als „apollinische Ära“, geprägt von Apoll, dem Gott des Lichts, der Künste und der Musik, der Weisheit und der Weissagung. Der Kaiser ließ ihm Heiligtümer bei Actium und bei seinem eigenen Wohnhaus auf dem palatinischen Hügel in Rom errichten.
Ein Beispiel dafür, welche Verehrung dem Princeps schon zu Lebzeiten zuteilwurde, ist ein Kultlied des Horaz (Übersetzung nach Werner Dahlheim):
tutus bos etenim rura perambulat,

nutrit rura Ceres almaque Faustitas,

pacatum volitant per mare navitae;

culpari metuit fides, […]

quis Parthum paveat, quis gelidum Scythen,

quis Germania quos horrida parturit

fetus incolumi Caesare? quis ferae

bellum curet Hiberiae? […]
Nunmehr zieht seines Wegs sicher der Stier dahin,

Ceres segnet die Flur wieder mit reicher Saat,

Friedlich schaukelt das Schiff durch die versöhnte Flut

Treu und Glauben sind neu erwacht (…)

Wen erfüllt noch mit Angst Parther und Skythe jetzt?

Wen Germaniens Brut, Söhne der rauen Luft

Wen, da Caesar uns lebt, kümmert des Krieges Dräun

Fern im wilden Iberien? (…)
Vollends verklärt wurde die Regierungszeit des ersten Kaisers nach seinem Tod unter dem Begriff der Pax Augusta, des „augusteischen Friedens“. Im Vergleich zum vorangegangenen Jahrhundert und zur Herrschaft vieler Nachfolger des ersten Kaisers brachte die augusteische Ära – das Saeculum Augustum – Rom, Italien und den meisten Provinzen in der Tat eine lange währende Zeit von innerem Frieden, Stabilität, Sicherheit und Wohlstand. Nach den Verheerungen der Bürgerkriege blühte die Wirtschaft nun ebenso auf wie Kunst und Kultur.
Die Zeit brachte Dichter wie Vergil, Horaz, Ovid und Properz, Historiker wie Titus Livius oder Architekten wie Vitruv hervor. Der Kaiser selbst versuchte sich als Tragödienautor, vernichtete aber sein Drama Ajax, dessen Unzulänglichkeit ihm bewusst war, mit dem Kommentar: Mein Ajax ist in den Schwamm gefallen.

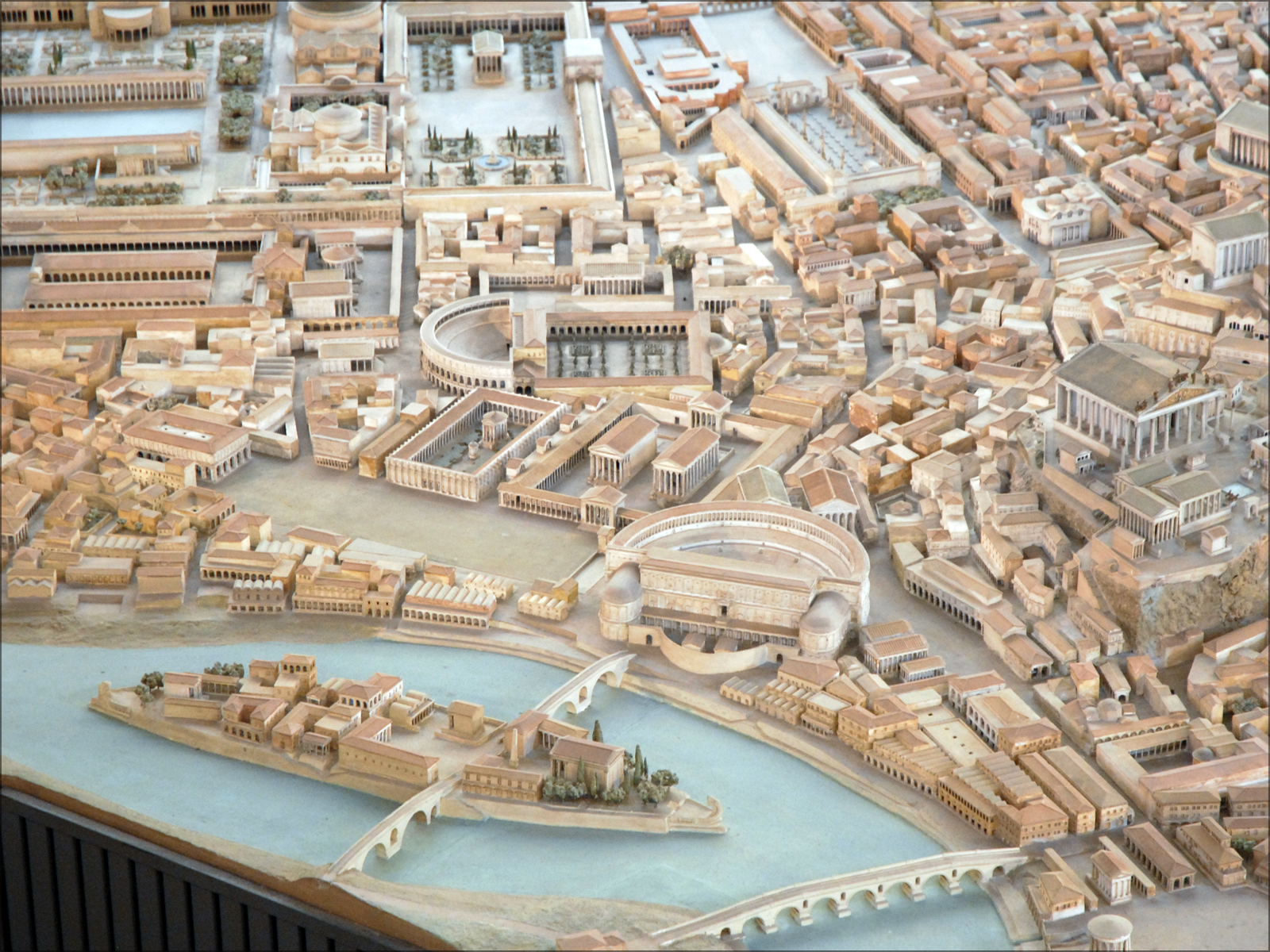
Das Marcellustheater, dahinter die Portikus der Octavia und links der Circus Flaminius auf dem Marsfeld (Modell im Museo della Civiltà Romana, Rom)

Rom wandelte sich, wie Augustus meinte, von einer Stadt aus Ziegeln zu einer Stadt aus Marmor. Beeindruckende architektonische Zeugnisse dieser Zeit haben sich bis heute erhalten, etwa das Marcellus-Theater, das von Agrippa erbaute und unter Kaiser Hadrian erneuerte Pantheon und nicht zuletzt Augustus’ Mausoleum und die Ara Pacis, der Friedensaltar aus dem Jahre 9 v. Chr., der auf einem Relief eine Prozession der kaiserlichen Familie zeigt.
Das Bild, das der Kaiser mit solchen Bauten den Römern vermitteln wollte, kontrastierte aber spätestens seit dem Jahr 16 v. Chr. wieder mit den unablässigen Kriegen, die an den Grenzen geführt wurden. Das Reich expandierte unter Augustus in einem Maß wie nie zuvor und nie wieder danach. Neben dem reichen Ägypten und Galatia wurden ihm Provinzen an Rhein und Donau hinzugefügt, deren Eroberung nur mit der Galliens durch Caesar vergleichbar war.
Von Krieg aber war im Inneren des Reichs und der Provinzen nach dem Jahr 31 v. Chr. nur noch wenig zu spüren. Frieden und Wohlstand nahmen deshalb auch schon die Zeitgenossen als prägendes Kennzeichen der Epoche wahr. Dies war der Grund, warum sie sich letztlich mit der Einführung der Monarchie und dem Ende der Republik abfanden, zumal der Versuch einer Rückkehr zu deren oligarchischer Ordnung neue Bürgerkriege hätte hervorrufen können. Und es war kein Zufall, dass die Anhänger eines neuen Glaubens später einen Zusammenhang herstellten zwischen der Herrschaft des vergöttlichten, als Retter und Friedensfürst gefeierten Augustus und der Geburt ihres Religionsstifters, den sie als Gottessohn, Heiland und Verkünder eines Reichs des Friedens verehrten.

## Augustus in Nachwelt und Forschung
Das Bild des Princeps hat sich in den 2000 Jahren seit seinem Tod immer wieder gewandelt. Mit seiner Person und seiner Politik hatten diese Veränderungen meist wenig bis gar nichts zu tun.

### Augustusbilder von der Antike bis zur frühen Neuzeit
Augustus hatte alles dafür getan, der Nachwelt ein möglichst positives Bild von sich zu hinterlassen. Seine Selbstbiographie ging zwar verloren, aber sein „Tatenbericht“, die sogenannten Res gestae divi Augusti, vermitteln einen guten Eindruck davon, wie der Herrscher selbst gesehen werden wollte. Auch Nikolaos von Damaskus war in seiner nur fragmentarisch erhaltenen Biografie des Augustus darum bemüht, ihn nur im besten Licht darzustellen.
Allerdings finden sich in der antiken Geschichtsschreibung auch Spuren einer anderen, kritischen Beurteilung. Der Geschichtsschreiber Tacitus etwa, ein erklärter Anhänger der früheren, republikanischen Verhältnisse, schrieb im frühen 2. Jahrhundert in seinem Werk Annalen über die Begründung des Principats:

„So fand sich nach dem Wandel der Staatsform nirgends mehr ein Rest der alten, sauberen Staatsgesinnung …“

Nach einer kritischen Passage über die in seinen Augen übertriebenen postumen Ehrungen des Augustus schrieb Tacitus über den Princeps selbst:

„Dagegen wurde im Kreis einsichtiger Männer sein Leben abwechselnd gepriesen oder getadelt: Die einen meinten, aus Anhänglichkeit gegen den Adoptivvater und die Notlage des Staates, in dem damals kein Raum für gesetzliches Vorgehen war, sei er zum Bürgerkrieg getrieben worden, der mit anständigen Mitteln weder vorbereitet, noch geführt werden könne. (…)
Dem hielt man entgegen: Die Anhänglichkeit gegen den Vater und die schwierige Lage des Staates habe er nur zum Vorwand genommen; in Wahrheit sei es Herrschsucht gewesen: aufgewiegelt habe er durch Freigiebigkeit die Veteranen, angeworben als junger Mann noch ohne Amt ein Heer, bestochen des Konsuls Legionen, vorgetäuscht das Hinneigen zur pompejanischen Partei. (…)“

Bestimmte Schilderungen Tacitus’ sowie des im frühen 3. Jahrhundert schreibenden Senators Cassius Dio weisen einige Übereinstimmungen auf. Während aber Tacitus ein eher negatives Bild vom ersten Princeps zeichnete, da er den Untergang der Republik bedauerte und die Machtpolitik des Augustus als solche erkannte, war Dios Darstellung positiver. Da sein Werk neben den mit Tacitus übereinstimmenden Passagen zusätzliches Material bietet, ist man sich in der Forschung weitgehend einig, dass Dio nicht Tacitus, sondern dass beide eine heute verlorene, gemeinsame Quelle verwendet haben. Wie die meisten antiken Geschichtsschreiber benannte auch Tacitus nur selten seine Quellen. Aus der senatorischen Geschichtsschreibung sind jedoch mehrere Werke aus der Zeit vor ihm bekannt, darunter das des Aulus Cremutius Cordus, der Brutus und Cassius anscheinend recht positiv dargestellt hat. Auch Aufidius Bassus schilderte wenigstens teilweise die Herrschaft des Augustus; allerdings ist nicht bekannt, ab welchem Zeitpunkt seine Historien einsetzten. Wahrscheinlich schrieb auch Servilius Nonianus über die Herrschaft des Princeps. Sueton verarbeitete Material aus verlorenen Werken dieser Zeit in seinen Kaiserviten. Tacitus mag aber der erste Geschichtsschreiber gewesen sein, dessen Gesamturteil über Augustus negativ gefärbt war. Zweieinhalb Jahrhunderte nach Tacitus übernahm Kaiser Julian das zwiespältige Urteil der senatorischen Geschichtsschreibung über seinen Vorgänger. In seiner Satire Caesares („Die Kaiser“) beschrieb er Augustus wegen seiner Wechselhaftigkeit als Chamäleon. Trajan und Mark Aurel seien ihm daher als Charaktere vorzuziehen.
Eine wesentliche Umdeutung erfuhren Augustus und seine Zeit nach der Christianisierung des Römischen Reichs. Seit Spätantike und Mittelalter haben Christen immer wieder versucht, die pax Augusta mit der pax Christiana gleichzusetzen, da Jesus von Nazaret im augusteischen Zeitalter geboren worden war. Im Spätmittelalter nutzten die römisch-deutschen Könige und Kaiser diesen Umstand auch politisch, um ihren Vorrang gegenüber dem Papsttum zu begründen. Während des Weihnachtsdienstes wurde indirekt hervorgehoben, dass es zur Zeit von Jesu Geburt bereits einen römischen Kaiser aber noch keinen Papst gegeben habe. Auch in der Neuzeit wollten Politiker aus jeweils unterschiedlichen Motiven heraus immer wieder Parallelen zwischen der eigenen und der Zeit des Augustus konstruieren. Während der Französischen Revolution wurde zum Beispiel die Errichtung des Direktoriums nach der Terrorherrschaft der Jakobiner im Jahr 1794 mit der Errichtung des Prinzipats verglichen. Im 20. Jahrhundert wiederum entfachten die italienischen Faschisten ein regelrechtes Augustusfieber. Auch in der Zeit des Nationalsozialismus versuchten zahlreiche Althistoriker, darunter Wilhelm Weber, die Herrschaftsweise des Augustus als Vorbild für die so genannte nationale Erneuerung Deutschlands durch das „Führerprinzip“ darzustellen.

### Augustus in der modernen Geschichtswissenschaft
Noch ganz anders hatte im 19. Jahrhundert der Althistoriker Theodor Mommsen geurteilt: Er hatte Augustus’ Prinzipatsordnung nicht als Allein-, sondern als Doppelherrschaft gedeutet, die sich Senat und Princeps geteilt hätten. Gegen dieses Bild wiederum wandte sich Ronald Syme, dessen 1939 erschienenes Werk The Roman Revolution vor allem aufgrund seines reichhaltigen Materials als Ausgangspunkt der modernen Augustus-Forschung gilt. Symes Darstellung war von der Ausbreitung faschistischer Bewegungen im Europa seiner Zeit geprägt. Er wollte in Augustus einen Diktator und in seinem Aufstieg Parallelen zu den Anfängen des Faschismus erkennen. Ähnlich sah dies auch Benito Mussolini selbst, auch wenn er Symes negative Bewertung nicht teilte. Nach Syme ist Augustus’ Regime aus einer Revolution hervorgegangen. Er selbst sei ein Parteimann gewesen, der gestützt auf Geld und Waffen die alte Führungsschicht beseitigt und durch eine neue ersetzt habe. Als kalkulierender Machtmensch habe er die alte, zerfallende Republik zu Grabe getragen, um unter einer scheinbar republikanischen Fassade eine Alleinherrschaft zu begründen.
Der Historiker Jochen Bleicken urteilte zwar kritisch, aber nicht abwertend über den Princeps: In der antiken Geschichte gebe es nur Alexander und Caesar, deren Leistungen sich mit denen des Augustus vergleichen ließen. Dennoch könne man ihn nicht mit diesen „Großen“ gleichsetzen, die im Grunde nur zerstörend gewirkt hätten. Augustus hingegen sei vor allem der wegweisende „Baumeister des Römischen Kaiserreichs“ und „Erzieher“ der neuen Eliten des Prinzipats gewesen. Von einer Heuchelei des Augustus oder von einem Fassadencharakter seines Regimes könne keine Rede sein. Dietmar Kienast sah in Augustus gar den selbstlosesten Machthaber der gesamten Geschichte. Auch Klaus Bringmann (2007) zog in seiner Augustus-Biographie eine insgesamt positive Bilanz der Regierungszeit des ersten römischen Kaisers: Anders als Ronald Syme sieht er in dessen Leistungen den Beleg dafür, dass der Besitz der Macht für Augustus kein bloßer Selbstzweck war. Werner Dahlheim (2010) stellt den „mörderischen Winkelzüge[n] der ersten Jahre“ des jungen Octavian das positive Urteil über dessen zweite Lebenshälfte gegenüber. Ihm erscheint Augustus, gemessen an der Dauerhaftigkeit seiner staatsmännischen Leistung, als „großer Mann“.
Aus Anlass des 2000. Todestages des Kaisers wurde in der Scuderie del Quirinale in Rom von Oktober 2013 bis Februar 2014 die Ausstellung „Augusto“ gezeigt. Aus dem gleichen Anlass organisierten Ernst Baltrusch und Christian Wendt an der FU Berlin eine Ringvorlesung mit 12 Beiträgen von Fachkolleginnen und -kollegen zu wichtigen Aspekten der Politik und Kultur der Epoche des ersten Princeps und ihrer Bedeutung für die Nachwelt, die 2016 in einem Sammelband publiziert wurden.

## Werke
Augustus war Verfasser einer Vielzahl von Schriften unterschiedlicher Gattung und unterschiedlichen Inhalts. Annähernd vollständig erhalten sind davon nur die Res gestae divi Augusti, ein von Augustus selbst verfasster Tatenbericht, der an Bronzesäulen vor seinem Mausoleum angebracht war. Kopien wurden als Inschriften in mehreren Orten in Kleinasien gefunden, die vollständigste – mit einer griechischen Übersetzung – in einem Tempel in Ankara, nach der das Werk auch als Monumentum Ancyranum bezeichnet wird. Es gibt zahlreiche Ausgaben, unter anderem eine lateinisch-griechisch-deutsche Ausgabe mit Kommentar hrsg. von Ekkehard Weber, München u. Zürich 1975. Text (lateinisch), Text (lateinisch/griechisch/englisch). Die übrigen Werke sind nur als 'Fragmente', das heißt zumeist als Zitate oder Paraphrasen bei späteren Autoren überliefert. Zu nennen sind hier unter anderem:
- De vita sua: eine Autobiografie, die in dreizehn Büchern die Zeit bis zum Cantabrischen Krieg behandelte, aber praktisch vollständig verloren ging. (Moderne „Rekonstruktionen“ von O. K. Gilliam, Philipp Vandenberg und Allan Massie gehören in das Genre des historischen Romans.)
- Sicilia: verloren gegangenes Epos in Hexametern, nur von Sueton bezeugt.
- Ajax: Tragödie, von Augustus selbst vernichtet.
- Briefe; Reste von Privatbriefen des Augustus, etwa an Familienmitglieder, aber auch an Gaius Maecenas und die Dichter Vergil und Horaz,[83] sind in recht großem Umfang als Zitate bei späteren Autoren (vor allem Sueton) überliefert. Amtsbriefe sind zum Teil auch in inschriftlicher Form erhalten.

Ausgaben
- Enrica Malcovati: Imperatoris Caesaris Augusti operum fragmenta. 5. Auflage. Paravia, Turin 1969 (kritische Ausgabe aller Fragmente von Schriften des Augustus sowie der Res gestae, in ihrer Gesamtheit bislang unüberholt)
- John Scheid: Res gestae divi Augusti (= Collection Budé [série latine]. Bd. 386). Les Belles Lettres, Paris 2007, ISBN 978-2-251-01446-3 (derzeit maßgebliche Ausgabe des 'Tatenberichts' mit französischer Übersetzung)
  - Rezension: Josiah Osgood, in: Bryn Mawr Classical Review, 2007.10.40 (Online)
- Klaus Bringmann, Dirk Wiegandt: Augustus. Schriften, Reden und Aussprüche (= Texte zur Forschung. Bd. 91). Wissenschaftliche Buchgesellschaft, Darmstadt 2008, ISBN 3-534-19028-9 (Studienausgabe auf Grundlage von Malcovati mit deutscher Übersetzung und historischem Kommentar)
  - Rezension: Andreas Klingenberg, in: H-Soz-Kult, 19. Mai 2008 (Online)
- Henning Ohst: Die ‚Epistulae ad familiares‘ des Kaisers Augustus. Studien zur Textgeschichte in der Antike, Edition und Kommentar (= Untersuchungen zur antiken Literatur und Geschichte. Bd. 152). De Gruyter, Berlin/Boston 2023, ISBN 978-3-11-119151-5, S. 99–238 (kritische Ausgabe der Privatbrieffragmente mit Übersetzung und philologischem Kommentar; teilweise anders zusammengesetzt und angeordnet als in dem entsprechenden Abschnitt der Ausgabe Malcovatis)

### Biographien
- Jochen Bleicken: Augustus. Eine Biographie. Alexander Fest, Berlin 1998, ISBN 3-8286-0027-1 (Neuauflage mit Nachwort von Uwe Walter, Rowohlt, Reinbek 2010, ISBN 978-3-499-62650-0).
- Klaus Bringmann: Augustus (= Gestalten der Antike.). Primus, Darmstadt 2007, ISBN 978-3-89678-605-0.
- Karl Christ: Geschichte der römischen Kaiserzeit. Von Augustus bis zu Konstantin. 4. durchgesehene und aktualisierte Auflage. C. H. Beck, München 2002, ISBN 3-406-36316-4, S. 47 ff.
- Werner Dahlheim: Augustus. Aufrührer – Herrscher – Heiland. Eine Biographie. C. H. Beck, München 2010, ISBN 978-3-406-60593-2 (Rezension von Christoph Michels in H-Soz-Kult, 2010 Online).
- Werner Dahlheim: Augustus. In: Manfred Clauss (Hrsg.): Die römischen Kaiser. 55 historische Portraits von Caesar bis Iustinian. 4. aktualisierte Auflage. C. H. Beck, München 2010, ISBN 978-3-406-60911-4, S. 26–50 (Kurzbiografie).
- Werner Eck: Augustus und seine Zeit. 6. überarbeitete Auflage. C. H. Beck, München 2014, ISBN 978-3-406-41884-6 (knappe Einführung).
- Karl Galinsky: Augustus. Sein Leben als Kaiser. Aus dem Englischen von Cornelius Hartz. Philipp von Zabern, Mainz 2013, ISBN 978-3-8053-4677-1.
- Dietmar Kienast: Augustus. Prinzeps und Monarch. 4., bibliographisch aktualisierte und um ein Vorwort ergänzte Auflage. Wissenschaftliche Buchgesellschaft, Darmstadt 2009, ISBN 978-3-534-23023-5 (problemorientierte, aber schwer lesbare Darstellung mit umfassendem wissenschaftlichem Apparat).
- Anne-Marie Lewis: Celestial inclinations. A life of Augustus. Oxford University Press, New York 2023, ISBN 978-0-19-759967-9.
- Angela Pabst: Kaiser Augustus. Neugestalter Roms. Reclam, Stuttgart 2014, ISBN 978-3-15-010988-5.
- Daniel Carlo Pangerl: Augustus. In: Biographisch-Bibliographisches Kirchenlexikon. Band 46, Bautz, Nordhausen 2023, ISBN 978-3-95948-590-6, Sp. 73–79.
- Gilles Sauron: Auguste. L’emprise des signes (= Mondes anciens. Band 13). Les Belles Lettres, Paris 2025, ISBN 978-2-251-45705-5.
- Pat Southern: Augustus. Magnus, Essen 2005, ISBN 3-88400-431-X.
- Heinrich Schlange-Schöningen: Augustus. Wissenschaftliche Buchgesellschaft, Darmstadt 2005, ISBN 3-534-16512-8 (knappe Darstellung).

### Einordnung und wichtige Einzelaspekte
- Ernst Baltrusch, Christian Wendt (Hrsg.): Der Erste. Augustus und der Beginn einer neuen Epoche, Zaberns Bildbände zur Archäologie. Sonderbände der Antiken Welt, Wissenschaftliche Buchgesellschaft Darmstadt 2016, ISBN 978-3-8053-5033-4.
- Marco Besl: Augustus als Programm. Eine Rezeptionsgeschichte des ersten Princeps (14–500 n. Chr.) (= Historia Einzelschriften. Band 276). Franz Steiner, Stuttgart 2025, ISBN 978-3-515-13794-2.
- Jochen Bleicken: Verfassungs- und Sozialgeschichte des Römischen Kaiserreiches. 2 Bände, 3. bzw. 4. Auflage, Schöningh, Paderborn 1981, ISBN 3-8252-0838-9, ISBN 3-8252-0839-7.
- Alan K. Bowman (Hrsg.): The Cambridge Ancient History. Vol. 10. The Augustan Empire. Cambridge University Press, Cambridge 1996, ISBN 0-521-26430-8 (detaillierte Gesamtdarstellung).
- Klaus Bringmann, Thomas Schäfer: Augustus und die Begründung des römischen Kaisertums. Akademie-Verlag, Berlin 2002, ISBN 3-05-003054-2 (Studienbuch mit Quellenteil).
- Maria H. Dettenhofer: Herrschaft und Widerstand im augusteischen Prinzipat. Die Konkurrenz zwischen res publica und domus Augusta (= Historia Einzelschriften. Band 140). Franz Steiner, Stuttgart 2000, ISBN 3-515-07639-5.
- Jörg Fündling: Das Goldene Zeitalter. Wie Augustus Rom neu erfand. WBG, Darmstadt 2013, ISBN 978-3-86312-035-1.
- Manuel Flecker, Stefan Krmnicek, Johannes Lipps, Richard Posamentir, Thomas Schäfer (Hrsg.): Augustus ist tot Lang lebe der Kaiser! Internationales Kolloquium anlässlich des 2000. Todesjahres des römischen Kaisers vom 20. 22. November 2014 in Tübingen (= Tübinger archäologische Forschungen. Bd. 24). Verlag Marie Leidorf, Rahden 2017, ISBN 978-3-89646-915-1.
- Karl Galinsky (Hrsg.): The Cambridge Companion to the Age of Augustus. Cambridge University Press, Cambridge 2005, ISBN 0-521-00393-8 (Aufsatzsammlung).
- Wolfgang Havener: Imperator Augustus. Die diskursive Konstituierung der militärischen „persona“ des ersten römischen „princeps“ (= Studies in ancient monarchies. Bd. 4). Steiner, Stuttgart 2016, ISBN 978-3-515-11220-8.
- A. J. S. Spawforth: Greece and the Augustan Cultural Revolution. Cambridge University Press, Cambridge 2012.
- Linda Simonis, Annette Simonis: Augustus. In: Peter von Möllendorff, Annette Simonis, Linda Simonis (Hrsg.): Historische Gestalten der Antike. Rezeption in Literatur, Kunst und Musik (= Der Neue Pauly. Supplemente. Band 8). Metzler, Stuttgart/Weimar 2013, ISBN 978-3-476-02468-8, Sp. 151–164.
- Ines Stahlmann: Imperator Caesar Augustus. Studien zur Geschichte des Principatsverständnisses in der deutschen Altertumswissenschaft bis 1945. Wissenschaftliche Buchgesellschaft, Darmstadt 1988, ISBN 3-534-03890-8.
- Ronald Syme: Die römische Revolution. Machtkämpfe im antiken Rom. Grundlegend revidierte und erstmals vollständige Neuausgabe, herausgegeben von Christoph Selzer und Uwe Walter. Klett-Cotta, Stuttgart 2003, ISBN 3-608-94029-4 (klassische Darstellung, die zum Ausgangspunkt der modernen Augustus-Forschung geworden ist).
- Paul Zanker: Augustus und die Macht der Bilder. 3. Auflage. Beck, München 1997, ISBN 3-406-34514-X (Gesamtdarstellung der propagandistischen und repräsentativen Politik des Augustus).